# Thanh xuân có bạn (mùa 2)
Thanh xuân có bạn 2 (tiếng Trung: 青春有你2; bính âm: Qīngchūn yǒu nǐ 2; tiếng Anh: Youth with you Season 2), là một chương trình thực tế tuyển chọn nhóm nhạc nữ của Trung Quốc, khởi chiếu vào ngày 12 tháng 3 năm 2020 trên nền tảng video iQIYI. Chương trình được dẫn dắt bởi các cố vấn Thái Từ Khôn, Lisa, Jony J và Trần Gia Hoa. Chương trình lần đầu tiên giới thiệu 109 thực tập sinh nữ đến từ các công ty khác nhau, những người đang được bình chọn bởi người xem. Top 9 thực tập sinh được bình chọn nhiều nhất trong trận chung kết sẽ được debut trong nhóm nhạc nữ Trung Quốc THE9.

## Khái niệm
Trong Thanh xuân có bạn mùa 2  đã quy tụ 109 thực tập sinh đến từ các công ty giải trí khác nhau hoặc thực tập sinh tự do, 9 thực tập sinh sẽ được lựa chọn thông qua phiếu bầu của người xem để thành lập một nhóm nhạc nữ sau nhiều tuần đánh giá, biểu diễn và loại trừ.

## Cố vấn
- Thái Từ Khôn (KUN): Đại diện Nhà sản xuất Thanh niên[3]
- Trần Gia Hoa (Ella): Cố vấn âm nhạc[4]
- Lisa (BLACKBINK): Cố vấn vũ đạo[5]
- Jony J: Cố vấn rap[5]

### Cố vấn X
- Lâm Hựu Gia
- Uông Tô Lang
- Chu Chính Đình

## Thí sinh
Phân loại màu
- Top 9 của tuần
- Top 9 của tuần (Live votes)
- Rời khỏi chương trình
- Bị loại trong tập 10
- Bị loại trong tập 16
- Bị loại trong tập 20
- Bị loại trong tập 23
- Thành viên cuối cùng của THE9

| Công ty                                                      | Tên                             | Đánh giá lớp | Đánh giá lớp | Đánh giá lớp | Xếp hạng | Xếp hạng | Xếp hạng | Xếp hạng | Xếp hạng              | Xếp hạng              | Xếp hạng              | Xếp hạng              | Xếp hạng              | Xếp hạng              | Xếp hạng              | Xếp hạng              | Xếp hạng              | Xếp hạng              | Xếp hạng              | Xếp hạng              |
| Công ty                                                      | Tên                             | 1            | 2            | 3            | Tập 2    | Tập 4    | Tập 6    | Tập 6    | Tập 10                | Tập 10                | Tập 12                | Tập 13                | Tập 16                | Tập 16                | Tập 18                | Tập 20                | Tập 20                | Tập 23                | Tập 23                | Chung kết             |
| Công ty                                                      | Tên                             | 1            | 2            | 3            | #        | #        | #        | #        | #                     | Số phiếu              | #                     | #                     | #                     | Số phiếu              | #                     | #                     | Số phiếu              | #                     | Số phiếu              | Chung kết             |
| ------------------------------------------------------------ | ------------------------------- | ------------ | ------------ | ------------ | -------- | -------- | -------- | -------- | --------------------- | --------------------- | --------------------- | --------------------- | --------------------- | --------------------- | --------------------- | --------------------- | --------------------- | --------------------- | --------------------- | --------------------- |
| Thực tập sinh tự do                                          | Trần Giác (陈珏)                | B            | D            | D            | 3        | 3        | 4        | 59       | 6                     | 15,674,669            | 23                    | 43                    | 34                    | 5,766,709             | 28                    | 31                    | 574,488               | Đã bị loại            | Đã bị loại            | 31                    |
| Thực tập sinh tự do                                          | Câu Tuyết Oánh (勾雪莹)1,22,23  | B            | F            | B            | 34       | 39       | 34       | 75       | 34                    | 3,160,007             | 42                    | 33                    | 48                    | Đã bị loại            | Đã bị loại            | Đã bị loại            | Đã bị loại            | Đã bị loại            | Đã bị loại            | 48                    |
| Thực tập sinh tự do                                          | Lý Y Thần (李依宸)20            | F            | B            | D            | 63       | 42       | 45       | 17       | 38                    | 2,979,986             | 44                    | 40                    | 37                    | 4,680,049             | Đã bị loại            | Đã bị loại            | Đã bị loại            | Đã bị loại            | Đã bị loại            | 37                    |
| Thực tập sinh tự do                                          | Vương Uyển Thần (王婉辰)        | D            | D            | D            | 100      | 57       | 52       | 57       | 48                    | 1,868,902             | 58                    | 57                    | 59                    | Đã bị loại            | Đã bị loại            | Đã bị loại            | Đã bị loại            | Đã bị loại            | Đã bị loại            | 59                    |
| Thực tập sinh tự do                                          | Vương Hân Vũ (王欣宇)           | C            | A            | B            | 6        | 9        | 14       | 2        | 18                    | 6,571,917             | 48                    | 49                    | 52                    | Đã bị loại            | Đã bị loại            | Đã bị loại            | Đã bị loại            | Đã bị loại            | Đã bị loại            | 52                    |
| Thực tập sinh tự do                                          | Hạ Nghiên (夏研)                | B            | F            | C            | 67       | 30       | 15       | 108      | 16                    | 7,692,316             | 28                    | 39                    | 43                    | Đã bị loại            | Đã bị loại            | Đã bị loại            | Đã bị loại            | Đã bị loại            | Đã bị loại            | 43                    |
| Thực tập sinh tự do                                          | Từ Bách Nghi (徐百仪)           | B            | F            | D            | 107      | 77       | 90       | 106      | Đã bị loại            | Đã bị loại            | Đã bị loại            | Đã bị loại            | Đã bị loại            | Đã bị loại            | Đã bị loại            | Đã bị loại            | Đã bị loại            | Đã bị loại            | Đã bị loại            | 64 - 107              |
| Thực tập sinh tự do                                          | Trương Sở Hàn (张楚寒)1,27      | B            | D            | A            | 27       | 41       | 29       | 46       | 22                    | 4,881,792             | 24                    | 34                    | 27                    | 6,105,616             | 23                    | 27                    | 756,954               | Đã bị loại            | Đã bị loại            | 27                    |
| Thực tập sinh tự do                                          | Mã Thục Quân (马蜀君)           | B            | C            | A            | 25       | 36       | 40       | 25       | 44                    | 2,099,233             | 47                    | 47                    | 51                    | Đã bị loại            | Đã bị loại            | Đã bị loại            | Đã bị loại            | Đã bị loại            | Đã bị loại            | 51                    |
| LadyBees Multimedia (姊妹淘)                                 | Quyền Tiếu Nghênh (权笑迎)12    | C            | D            | F            | 85       | 99       | 105      | 49       | Đã bị loại            | Đã bị loại            | Đã bị loại            | Đã bị loại            | Đã bị loại            | Đã bị loại            | Đã bị loại            | Đã bị loại            | Đã bị loại            | Đã bị loại            | Đã bị loại            | 64 - 107              |
| AMG Asia Music Group (AMG亚洲音乐集团)                       | Lưu Vũ Hân (刘雨昕)8            | A            | B            | A            | 23       | 16       | 11       | 12       | 8                     | 13,103,742            | 6                     | 1                     | 2                     | 19,881,885            | 1                     | 1                     | 9,269,840             | 1                     | 17,359,242            | 1                     |
| ByMoon Entertainment (百沐娱乐)                              | Tả Trác (左卓)                  | C            | C            | D            | 52       | 48       | 62       | 28       | 50                    | 1,697,229             | 39                    | 19                    | 35                    | 5,731,387             | 28                    | 29                    | 629,906               | Đã bị loại            | Đã bị loại            | 29                    |
| Banana Entertainment (香蕉娱乐)                              | Lâm Tuệ Bác (林慧博)            | B            | C            | B            | 96       | 103      | 103      | 26       | Đã bị loại            | Đã bị loại            | Đã bị loại            | Đã bị loại            | Đã bị loại            | Đã bị loại            | Đã bị loại            | Đã bị loại            | Đã bị loại            | Đã bị loại            | Đã bị loại            | 64 - 107              |
| Banana Entertainment (香蕉娱乐)                              | Đỗ Tử Di (杜紫怡)               | C            | F            | F            | 81       | 102      | 104      | 99       | Đã bị loại            | Đã bị loại            | Đã bị loại            | Đã bị loại            | Đã bị loại            | Đã bị loại            | Đã bị loại            | Đã bị loại            | Đã bị loại            | Đã bị loại            | Đã bị loại            | 64 - 107              |
| Banana Entertainment (香蕉娱乐)                              | Túc Khâm Nhu (粟钦柔)           | D            | D            | D            | 83       | 78       | 85       | 61       | Đã bị loại            | Đã bị loại            | Đã bị loại            | Đã bị loại            | Đã bị loại            | Đã bị loại            | Đã bị loại            | Đã bị loại            | Đã bị loại            | Đã bị loại            | Đã bị loại            | 64 - 107              |
| Banana Entertainment (香蕉娱乐)                              | Vương Xu Tuệ (王姝慧)           | B            | F            | B            | 57       | 60       | 61       | 72       | Đã bị loại            | Đã bị loại            | Đã bị loại            | Đã bị loại            | Đã bị loại            | Đã bị loại            | Đã bị loại            | Đã bị loại            | Đã bị loại            | Đã bị loại            | Đã bị loại            | 64 - 107              |
| South Fest (美丽南方)                                        | Ngải Lâm (艾霖)                 | D            | F            | F            | 55       | 88       | 100      | 106      | Đã bị loại            | Đã bị loại            | Đã bị loại            | Đã bị loại            | Đã bị loại            | Đã bị loại            | Đã bị loại            | Đã bị loại            | Đã bị loại            | Đã bị loại            | Đã bị loại            | 64 - 107              |
| JNERA Cultural Media (嘉纳盛世)                              | Tạ Khả Dần (谢可寅)20,24,27     | B            | A            | A            | 32       | 44       | 13       | 1        | 7                     | 15,550,407            | 3                     | 8                     | 4                     | 18,730,191            | 8                     | 9                     | 2,266,826             | 5                     | 6,826,411             | 5                     |
| M.Nation (辰星娱乐)                                          | Phó Như Kiều (傅如乔)           | B            | D            | C            | 66       | 71       | 33       | 70       | 23                    | 4,526,937             | 25                    | 29                    | 32                    | 5,836,290             | 33                    | 33                    | 468,245               | Đã bị loại            | Đã bị loại            | 33                    |
| Cool Young Entertainment (酷漾娱乐)                          | Đới Yến Ni (戴燕妮)21           | A            | B            | B            | 33       | 38       | 38       | 21       | 27                    | 3,922,698             | 18                    | 17                    | 17                    | 7,837,502             | 23                    | 19                    | 1,524,942             | 20                    | 425,660               | 20                    |
| Mon Young Pictures (萌样影视)                                | Đoàn Tiểu Vy (段小薇)           | A            | D            | D            | 44       | 40       | 42       | 43       | 60                    | 1,440,421             | 55                    | 49                    | 54                    | Đã bị loại            | Đã bị loại            | Đã bị loại            | Đã bị loại            | Đã bị loại            | Đã bị loại            | 54                    |
| Mon Young Pictures (萌样影视)                                | Ngụy Kỳ Kỳ (魏奇奇)             | B            | F            | C            | 78       | 73       | 78       | 75       | Đã bị loại            | Đã bị loại            | Đã bị loại            | Đã bị loại            | Đã bị loại            | Đã bị loại            | Đã bị loại            | Đã bị loại            | Đã bị loại            | Đã bị loại            | Đã bị loại            | 64 - 107              |
| D·Wang Entertainment (大王娱乐)                              | Vương Thanh (王清)              | A            | F            | C            | 69       | 15       | 16       | 90       | 17                    | 6,903,303             | 31                    | 36                    | 45                    | Đã bị loại            | Đã bị loại            | Đã bị loại            | Đã bị loại            | Đã bị loại            | Đã bị loại            | 45                    |
| D·Wang Entertainment (大王娱乐)                              | Trương Ngọc (张钰)              | B            | B            | C            | 59       | 13       | 12       | 10       | 13                    | 9,761,397             | 17                    | 45                    | 28                    | 5,999,903             | 16                    | 32                    | 531,461               | Đã bị loại            | Đã bị loại            | 32                    |
| One Cool Jacso (天加一)                                      | Diêu Y Phàm (姚依凡)            | F            | F            | D            | 106      | 82       | 96       | 91       | Đã bị loại            | Đã bị loại            | Đã bị loại            | Đã bị loại            | Đã bị loại            | Đã bị loại            | Đã bị loại            | Đã bị loại            | Đã bị loại            | Đã bị loại            | Đã bị loại            | 64 - 107              |
| One Cool Jacso (天加一)                                      | Châu Tử Thiến (周梓倩)23,24     | C            | C            | F            | 38       | 53       | 57       | 36       | Đã bị loại            | Đã bị loại            | Đã bị loại            | Đã bị loại            | Đã bị loại            | Đã bị loại            | Đã bị loại            | Đã bị loại            | Đã bị loại            | Đã bị loại            | Đã bị loại            | 64 - 107              |
| Mars Digital Entertainment (火星数娱)                        | Tần Ngưu Chính Uy (秦牛正威)    | D            | C            | F            | 16       | 27       | 39       | 22       | 43                    | 2,296,250             | 49                    | 36                    | 42                    | Đã bị loại            | Đã bị loại            | Đã bị loại            | Đã bị loại            | Đã bị loại            | Đã bị loại            | 42                    |
| Mars Digital Entertainment (火星数娱)                        | Dương Vũ Đồng (杨宇彤)          | C            | A            | C            | 101      | 98       | 94       | 7        | Đã bị loại            | Đã bị loại            | Đã bị loại            | Đã bị loại            | Đã bị loại            | Đã bị loại            | Đã bị loại            | Đã bị loại            | Đã bị loại            | Đã bị loại            | Đã bị loại            | 64 - 107              |
| Encore Music (梦想青春音乐)                                  | Trình Mạn Hâm (程曼鑫)          | D            | B            | C            | 58       | 43       | 55       | 20       | Đã bị loại            | Đã bị loại            | Đã bị loại            | Đã bị loại            | Đã bị loại            | Đã bị loại            | Đã bị loại            | Đã bị loại            | Đã bị loại            | Đã bị loại            | Đã bị loại            | 64 - 107              |
| Feibao Media (飞宝传媒)                                      | Uông Duệ (汪睿)18               | D            | F            | C            | 76       | 74       | 87       | 73       | Đã bị loại            | Đã bị loại            | Đã bị loại            | Đã bị loại            | Đã bị loại            | Đã bị loại            | Đã bị loại            | Đã bị loại            | Đã bị loại            | Đã bị loại            | Đã bị loại            | 64 - 107              |
| Hot Idol (好好榜样)                                          | Vương Dao Dao (王瑶瑶)          | C            | F            | F            | 86       | 106      | 91       | 102      | Đã bị loại            | Đã bị loại            | Đã bị loại            | Đã bị loại            | Đã bị loại            | Đã bị loại            | Đã bị loại            | Đã bị loại            | Đã bị loại            | Đã bị loại            | Đã bị loại            | 64 - 107              |
| Hot Idol (好好榜样)                                          | Từ Tử Nhân (徐紫茵)             | B            | D            | D            | 60       | 49       | 48       | 50       | 29                    | 3,781,068             | 36                    | 30                    | 19                    | 7,121,596             | 19                    | 16                    | 1,596,906             | 18                    | 663,681               | 18                    |
| Alliance Art Group (合纵文化)                                | Thân Băng (申冰)                | C            | F            | D            | 64       | 75       |          | 94       | Rời khỏi chương trình | Rời khỏi chương trình | Rời khỏi chương trình | Rời khỏi chương trình | Rời khỏi chương trình | Rời khỏi chương trình | Rời khỏi chương trình | Rời khỏi chương trình | Rời khỏi chương trình | Rời khỏi chương trình | Rời khỏi chương trình | Rời khỏi chương trình |
| Alliance Art Group (合纵文化)                                | Thân Thanh (申清)               | C            | F            | F            | 80       | 89       | 98       | 99       | Đã bị loại            | Đã bị loại            | Đã bị loại            | Đã bị loại            | Đã bị loại            | Đã bị loại            | Đã bị loại            | Đã bị loại            | Đã bị loại            | Đã bị loại            | Đã bị loại            | 64 - 107              |
| Alliance Art Group (合纵文化)                                | Thân Ngọc (申玉)                | C            | F            | F            | 77       | 83       | 95       | 102      | Đã bị loại            | Đã bị loại            | Đã bị loại            | Đã bị loại            | Đã bị loại            | Đã bị loại            | Đã bị loại            | Đã bị loại            | Đã bị loại            | Đã bị loại            | Đã bị loại            | 64 - 107              |
| Alliance Art Group (合纵文化)                                | Thân Khiết (申洁)               | C            | C            | C            | 82       | 90       | 99       | 24       | Đã bị loại            | Đã bị loại            | Đã bị loại            | Đã bị loại            | Đã bị loại            | Đã bị loại            | Đã bị loại            | Đã bị loại            | Đã bị loại            | Đã bị loại            | Đã bị loại            | 64 - 107              |
| Hedgehog Brothers Entertainment (刺猬兄弟)                   | Hà Mỹ Diên (何美延)17           | B            | D            | D            | 40       | 56       | 70       | 44       | Đã bị loại            | Đã bị loại            | Đã bị loại            | Đã bị loại            | Đã bị loại            | Đã bị loại            | Đã bị loại            | Đã bị loại            | Đã bị loại            | Đã bị loại            | Đã bị loại            | 64 - 107              |
| Hippo Film (河马影业)                                        | Cận Dương Dương (靳阳阳)        | D            | D            | D            | 49       | 64       | 63       | 62       | 42                    | 2,392,191             | 57                    | 49                    | 57                    | Đã bị loại            | Đã bị loại            | Đã bị loại            | Đã bị loại            | Đã bị loại            | Đã bị loại            | 57                    |
| Hippo Film (河马影业)                                        | Tôn Mỹ Nam (孙美楠)             | C            | D            | F            | 105      | 92       | 93       | 64       | 58                    | 1,484,155             | 59                    | 59                    | 55                    | Đã bị loại            | Đã bị loại            | Đã bị loại            | Đã bị loại            | Đã bị loại            | Đã bị loại            | 55                    |
| Hippo Film (河马影业)                                        | Từ Chẩn Chẩn (徐轸轸)           | C            | C            | D            | 104      | 94       | 50       | 27       | 40                    | 2,939,084             | 54                    | 49                    | 36                    | Đã bị loại            | Đã bị loại            | Đã bị loại            | Đã bị loại            | Đã bị loại            | Đã bị loại            | 36                    |
| Hippo Film (河马影业)                                        | Trương Mộng Lộ (张梦露)         | D            | F            | F            | 84       | 107      | 66       | 97       | 56                    | 1,521,792             | 60                    | 57                    | 60                    | Đã bị loại            | Đã bị loại            | Đã bị loại            | Đã bị loại            | Đã bị loại            | Đã bị loại            | 60                    |
| Huace Pictures (华策影视)                                    | Ngu Thư Hân (虞书欣)            | D            | D            | D            | 1        | 1        | 1        | 48       | 1                     | 33,686,071            | 1                     | 5                     | 1                     | 24,753,946            | 3                     | 2                     | 7,247,276             | 2                     | 12,963,420            | 2                     |
| Huayi Brothers (华谊兄弟时尚)                                | Lưu Á Nam (刘亚楠)              | D            | D            | D            | 93       | 87       | 89       | 67       | Đã bị loại            | Đã bị loại            | Đã bị loại            | Đã bị loại            | Đã bị loại            | Đã bị loại            | Đã bị loại            | Đã bị loại            | Đã bị loại            | Đã bị loại            | Đã bị loại            | 64 - 107              |
| Love & Peace (鹭蒲印象)                                      | A Y Toa (阿依莎)                | F            | F            | F            | 54       | 91       | 101      | 86       | Đã bị loại            | Đã bị loại            | Đã bị loại            | Đã bị loại            | Đã bị loại            | Đã bị loại            | Đã bị loại            | Đã bị loại            | Đã bị loại            | Đã bị loại            | Đã bị loại            | 64 - 107              |
| JoinHall Media (嘉会传媒)                                    | Dụ Ngôn (喻言)23                | A            | A            | A            | 30       | 31       | 21       | 8        | 15                    | 8,474,607             | 4                     | 4                     | 3                     | 18,877,092            | 2                     | 3                     | 3,744,958             | 4                     | 7,198,164             | 4                     |
| Jaywalk Newjoy (嘉行新悦)                                    | Lưu Hải Hàm (刘海涵)            | D            | F            | D            | 102      | 97       | 106      | 83       | Đã bị loại            | Đã bị loại            | Đã bị loại            | Đã bị loại            | Đã bị loại            | Đã bị loại            | Đã bị loại            | Đã bị loại            | Đã bị loại            | Đã bị loại            | Đã bị loại            | 64 - 107              |
| Jaywalk Newjoy (嘉行新悦)                                    | Đường Kha Y (唐珂伊)            | D            | F            | D            | 92       | 105      | 97       | 88       | Đã bị loại            | Đã bị loại            | Đã bị loại            | Đã bị loại            | Đã bị loại            | Đã bị loại            | Đã bị loại            | Đã bị loại            | Đã bị loại            | Đã bị loại            | Đã bị loại            | 64 - 107              |
| Jaywalk Newjoy (嘉行新悦)                                    | Vương Nhã Lạc (王雅乐)          | C            | F            | F            | 91       | 80       | 79       | 80       | Đã bị loại            | Đã bị loại            | Đã bị loại            | Đã bị loại            | Đã bị loại            | Đã bị loại            | Đã bị loại            | Đã bị loại            | Đã bị loại            | Đã bị loại            | Đã bị loại            | 64 - 107              |
| Jaywalk Newjoy (嘉行新悦)                                    | Chu Lâm Vũ (朱林雨)             | C            | C            | B            | 62       | 58       | 47       | 35       | 45                    | 2,028,777             | 34                    | 21                    | 31                    | 5,875,621             | 28                    | 34                    | 306,691               | Đã bị loại            | Đã bị loại            | 34                    |
| Lionheart Entertainment (莱恩娱乐)                           | Lâm Vy Hy (林韦希)              | C            | F            | B            | 28       | 47       | 56       | 95       | Đã bị loại            | Đã bị loại            | Đã bị loại            | Đã bị loại            | Đã bị loại            | Đã bị loại            | Đã bị loại            | Đã bị loại            | Đã bị loại            | Đã bị loại            | Đã bị loại            | 64 - 107              |
| Lehui Media (乐辉文化)                                       | Trương Thiên Hinh (张天馨)      | B            | C            | C            | 103      | 96       | 107      | 36       | Đã bị loại            | Đã bị loại            | Đã bị loại            | Đã bị loại            | Đã bị loại            | Đã bị loại            | Đã bị loại            | Đã bị loại            | Đã bị loại            | Đã bị loại            | Đã bị loại            | 64 - 107              |
| Good@ Media (点赞传播)                                       | Lâm Tiểu Trạch (林小宅)         | F            | D            | D            | 18       | 26       | 31       | 52       | 31                    | 3,604,200             | 21                    | 54                    | 33                    | 5,828,420             | 28                    | 35                    | 303,854               | Đã bị loại            | Đã bị loại            | 35                    |
| Maninquin Entertainment (麦尼肯娱乐)                         | Thái Trác Nghi (蔡卓宜)         | F            | B            | D            | 5        | 5        | 7        | 14       | 11                    | 11,676,005            | 16                    | 40                    | 26                    | 6,137,060             | 35                    | 25                    | 810,274               | Đã bị loại            | Đã bị loại            | 25                    |
| Mountain Top Entertainment (泰洋川禾)                        | Khổng Tuyết Nhi (孔雪儿)8       | A            | C            | B            | 10       | 8        | 9        | 38       | 9                     | 12,490,825            | 8                     | 12                    | 8                     | 15,081,039            | 6                     | 5                     | 3,023,912             | 8                     | 4,001,966             | 8                     |
| Mountain Top Entertainment (泰洋川禾)                        | Triệu Tiểu Đường (赵小棠)       | C            | D            | C            | 61       | 10       | 3        | 42       | 3                     | 26,213,105            | 2                     | 16                    | 5                     | 16,934,529            | 11                    | 6                     | 2,910,490             | 7                     | 4,392,255             | 7                     |
| M+ Entertainment (木加互娱)                                  | Hoàng Hân Uyển (黄欣苑)         | B            | F            | D            | 72       | 81       | 77       | 99       | 51                    | 1,666,425             | 53                    | 56                    | 58                    | Đã bị loại            | Đã bị loại            | Đã bị loại            | Đã bị loại            | Đã bị loại            | Đã bị loại            | 58                    |
| M+ Entertainment (木加互娱)                                  | Hoàng Nhất Minh (黄一鸣)        | F            | F            | F            | 70       | 93       | 80       | 75       | Đã bị loại            | Đã bị loại            | Đã bị loại            | Đã bị loại            | Đã bị loại            | Đã bị loại            | Đã bị loại            | Đã bị loại            | Đã bị loại            | Đã bị loại            | Đã bị loại            | 64 - 107              |
| M+ Entertainment (木加互娱)                                  | Hùng Ngọc Thanh (熊钰清)        | D            | F            | C            | 95       | 100      | 86       | 75       | Đã bị loại            | Đã bị loại            | Đã bị loại            | Đã bị loại            | Đã bị loại            | Đã bị loại            | Đã bị loại            | Đã bị loại            | Đã bị loại            | Đã bị loại            | Đã bị loại            | 61 - 63               |
| OACA (觉醒东方)                                              | Âu Nhược Lạp (欧若拉)3          | B            | F            | D            | 50       | 61       | 65       | 109      | Đã bị loại            | Đã bị loại            | Đã bị loại            | Đã bị loại            | Đã bị loại            | Đã bị loại            | Đã bị loại            | Đã bị loại            | Đã bị loại            | Đã bị loại            | Đã bị loại            | 64 - 107              |
| OACA (觉醒东方)                                              | Lưu Lệnh Tư (刘令姿)            | B            | A            | B            | 39       | 28       | 36       | 6        | 25                    | 4,369,857             | 12                    | 14                    | 10                    | 12,475,771            | 13                    | 11                    | 1,824,686             | 14                    | 2,026,721             | 14                    |
| OACA (觉醒东方)                                              | Mễ Lạp (米拉)                   | B            | F            | C            | 87       | 101      | 102      | 104      | Đã bị loại            | Đã bị loại            | Đã bị loại            | Đã bị loại            | Đã bị loại            | Đã bị loại            | Đã bị loại            | Đã bị loại            | Đã bị loại            | Đã bị loại            | Đã bị loại            | 64 - 107              |
| OACA (觉醒东方)                                              | Trâu Tư Dương (邹思扬)          | B            | D            | D            | 90       | 70       | 58       | 65       | Đã bị loại            | Đã bị loại            | Đã bị loại            | Đã bị loại            | Đã bị loại            | Đã bị loại            | Đã bị loại            | Đã bị loại            | Đã bị loại            | Đã bị loại            | Đã bị loại            | 64 - 107              |
| OACA (觉醒东方)                                              | Tăng Khả Ny (曾可妮)23,25       | B            | D            | B            | 42       | 32       | 37       | 53       | 39                    | 2,956,779             | 20                    | 15                    | 16                    | 7,950,632             | 12                    | 20                    | 1,468,660             | 13                    | 2,496,982             | 13                    |
| Off/Shore Music (海盗音乐)                                   | Kim Cát Nhã (金吉雅)            | C            | D            | F            | 97       | 85       | 67       | 57       | Đã bị loại            | Đã bị loại            | Đã bị loại            | Đã bị loại            | Đã bị loại            | Đã bị loại            | Đã bị loại            | Đã bị loại            | Đã bị loại            | Đã bị loại            | Đã bị loại            | 64 - 107              |
| Second Culture                                               | Thất Tuệ (七穗)                 | F            | D            | B            | 43       | 22       | 24       | 51       | 28                    | 3,824,899             | 40                    | 8                     | 41                    | Đã bị loại            | Đã bị loại            | Đã bị loại            | Đã bị loại            | Đã bị loại            | Đã bị loại            | 41                    |
| Show City Times (少城时代)                                   | Hàn Đông (韩东)2                | C            | F            | D            | 56       | 62       | 64       | 82       | 59                    | 1,474,778             | 56                    | 49                    | 56                    | Đã bị loại            | Đã bị loại            | Đã bị loại            | Đã bị loại            | Đã bị loại            | Đã bị loại            | 56                    |
| Show City Times (少城时代)                                   | Hoàng Tiểu Vân (黄小芸)         | D            | C            | D            | 48       | 72       | 83       | 29       | Đã bị loại            | Đã bị loại            | Đã bị loại            | Đã bị loại            | Đã bị loại            | Đã bị loại            | Đã bị loại            | Đã bị loại            | Đã bị loại            | Đã bị loại            | Đã bị loại            | 61 - 63               |
| Show City Times (少城时代)                                   | Vị Thư Vũ (未书羽)              | D            | F            | F            | 89       | 108      | 75       | 105      | Đã bị loại            | Đã bị loại            | Đã bị loại            | Đã bị loại            | Đã bị loại            | Đã bị loại            | Đã bị loại            | Đã bị loại            | Đã bị loại            | Đã bị loại            | Đã bị loại            | 64 - 107              |
| Show City Times (少城时代)                                   | Hứa Hinh Văn (许馨文)19         | B            | A            | B            | 79       | 95       | 84       | 5        | 57                    | 1,494,488             | 29                    | 30                    | 21                    | 6,682,878             | 19                    | 28                    | 667,885               | Đã bị loại            | Đã bị loại            | 28                    |
| Shengyuan Inter Entertainment (圣元互娱)                     | Phùng Nhược Hàng (冯若航)10     | B            | F            | D            | 46       | 51       | 49       | 88       | 47                    | 1,910,418             | 38                    | 43                    | 44                    | Đã bị loại            | Đã bị loại            | Đã bị loại            | Đã bị loại            | Đã bị loại            | Đã bị loại            | 44                    |
| Shengyuan Inter Entertainment (圣元互娱)                     | Châu Lâm Thông (周琳聪)10       | D            | D            | D            | 98       | 76       | 74       | 65       | Đã bị loại            | Đã bị loại            | Đã bị loại            | Đã bị loại            | Đã bị loại            | Đã bị loại            | Đã bị loại            | Đã bị loại            | Đã bị loại            | Đã bị loại            | Đã bị loại            | 64 - 107              |
| Shengyuan Inter Entertainment (圣元互娱)                     | Tra Y Sâm (查祎琛)10            | D            | F            | B            | 75       | 69       | 71       | 83       | Đã bị loại            | Đã bị loại            | Đã bị loại            | Đã bị loại            | Đã bị loại            | Đã bị loại            | Đã bị loại            | Đã bị loại            | Đã bị loại            | Đã bị loại            | Đã bị loại            | 64 - 107              |
| Channy Dynasty (诚利千代)                                    | Trác Y Na Mỗ (卓依娜姆)         | C            | F            | C            | 74       | 84       | 92       | 86       | Đã bị loại            | Đã bị loại            | Đã bị loại            | Đã bị loại            | Đã bị loại            | Đã bị loại            | Đã bị loại            | Đã bị loại            | Đã bị loại            | Đã bị loại            | Đã bị loại            | 64 - 107              |
| Shanghai Star48 Culture Media Group SNH48 (丝芭传媒)         | Đoàn Nghệ Tuyền (段艺璇)        | D            | C            | C            | 12       | 12       | 17       | 22       | 19                    | 6,036,152             | 15                    | 28                    | 30                    | 5,914,313             | 23                    | 24                    | 1,063,228             | Đã bị loại            | Đã bị loại            | 24                    |
| Shanghai Star48 Culture Media Group SNH48 (丝芭传媒)         | Tô Sam Sam (苏杉杉)             | D            | D            | F            | 26       | 34       | 41       | 70       | 46                    | 1,951,266             | 43                    | 30                    | 40                    | Đã bị loại            | Đã bị loại            | Đã bị loại            | Đã bị loại            | Đã bị loại            | Đã bị loại            | 40                    |
| Shanghai Star48 Culture Media Group SNH48 (丝芭传媒)         | Mạc Hàn (莫寒)4                 | D            | B            | D            | 14       | 24       | 28       | 19       | 35                    | 3,114,838             | 45                    | 24                    | 22                    | 6,531,556             | 28                    | 22                    | 1,346,020             | Đã bị loại            | Đã bị loại            | 22                    |
| Shanghai Star48 Culture Media Group SNH48 (丝芭传媒)         | Phí Thấm Nguyên (费沁源)6       | D            | C            | C            | 13       | 14       | 23       | 40       | 32                    | 3,454,683             | 30                    | 13                    | 38                    | 3,516,635             | Đã bị loại            | Đã bị loại            | Đã bị loại            | Đã bị loại            | Đã bị loại            | 38                    |
| Shanghai Star48 Culture Media Group SNH48 (丝芭传媒)         | Tống Hân Nhiễm (宋昕冉)9        | D            | B            | D            | 22       | 35       | 35       | 13       | 36                    | 3,024,908             | 22                    | 22                    | 18                    | 7,171,382             | 16                    | 18                    | 1,526,422             | 19                    | 527,806               | 19                    |
| Shanghai Star48 Culture Media Group SNH48 (丝芭传媒)         | Tôn Nhuế (孙芮)4                | D            | D            | F            | 21       | 23       | 32       | 56       | 33                    | 3,180,838             | 19                    | 10                    | 15                    | 7,998,825             | 26                    | 17                    | 1,575,423             | 17                    | 888,626               | 17                    |
| Shanghai Star48 Culture Media Group SNH48_7SENSES (丝芭传媒) | Đới Manh (戴萌)5                | B            | C            | C            | 9        | 11       | 18       | 29       | 24                    | 4,432,504             | 32                    | 6                     | 20                    | 6,781,500             | 19                    | 12                    | 1,761,120             | 15                    | 1,409,591             | 15                    |
| Shanghai Star48 Culture Media Group SNH48_7SENSES (丝芭传媒) | Hứa Giai Kỳ (许佳琪)5           | A            | B            | B            | 2        | 2        | 2        | 18       | 2                     | 26,367,723            | 7                     | 2                     | 7                     | 16,302,745            | 4                     | 4                     | 3,116,652             | 3                     | 9,086,752             | 3                     |
| Shanghai Star48 Culture Media Group SNH48_7SENSES (丝芭传媒) | Hứa Dương Ngọc Trác (许杨玉琢)5 | C            | B            | B            | 20       | 17       | 26       | 16       | 37                    | 3,011,918             | 26                    | 45                    | 23                    | 6,359,235             | 27                    | 30                    | 580,700               | Đã bị loại            | Đã bị loại            | 30                    |
| Shanghai Star48 Culture Media Group SNH48_7SENSES (丝芭传媒) | Trương Ngữ Cách (张语格)5       | C            | C            | C            | 17       | 19       | 25       | 32       | 30                    | 3,613,717             | 37                    | 20                    | 24                    | 6,303,740             | 13                    | 23                    | 1,107,925             | Đã bị loại            | Đã bị loại            | 23                    |
| Shangyue Culture AKB48 Team SH (尚越文化)                    | Hồ Hinh Doãn (胡馨尹)16         | D            | C            | C            | 15       | 25       | 30       | 41       | 41                    | 2,657,578             | 51                    | 26                    | 49                    | Đã bị loại            | Đã bị loại            | Đã bị loại            | Đã bị loại            | Đã bị loại            | Đã bị loại            | 49                    |
| Shangyue Culture AKB48 Team SH (尚越文化)                    | Thẩm Oánh (沈莹)16              | D            | D            | D            | 36       | 52       | 59       | 60       | Đã bị loại            | Đã bị loại            | Đã bị loại            | Đã bị loại            | Đã bị loại            | Đã bị loại            | Đã bị loại            | Đã bị loại            | Đã bị loại            | Đã bị loại            | Đã bị loại            | 64 - 107              |
| Star Master Entertainment (匠星娱乐)                         | An Kỳ (安崎)11                  | A            | A            | A            | 8        | 4        | 5        | 3        | 4                     | 20,385,126            | 5                     | 3                     | 6                     | 16,811,225            | 7                     | 8                     | 2,584,154             | 6                     | 4,488,806             | 6                     |
| Star Master Entertainment (匠星娱乐)                         | Mặc Dao (墨谣)11                | B            | F            | D            | 45       | 65       | 73       | 85       | Đã bị loại            | Đã bị loại            | Đã bị loại            | Đã bị loại            | Đã bị loại            | Đã bị loại            | Đã bị loại            | Đã bị loại            | Đã bị loại            | Đã bị loại            | Đã bị loại            | 64 - 107              |
| Star Master Entertainment (匠星娱乐)                         | Thượng Quan Hỉ Ái (上官喜爱)11  | A            | D            | A            | 4        | 6        | 6        | 62       | 10                    | 11,985,001            | 13                    | 18                    | 14                    | 8,092,789             | 16                    | 15                    | 1,624,187             | 16                    | 950,607               | 16                    |
| Star Master Entertainment (匠星娱乐)                         | Văn Triết (文哲)11              | B            | F            | D            | 31       | 45       | 54       | 75       | Đã bị loại            | Đã bị loại            | Đã bị loại            | Đã bị loại            | Đã bị loại            | Đã bị loại            | Đã bị loại            | Đã bị loại            | Đã bị loại            | Đã bị loại            | Đã bị loại            | 61 - 63               |
| Shining Star Entertainment (曜星文化)                        | Vương Tư Dư (王思予)14          | B            | D            | D            | 65       | 55       | 51       | 69       | Đã bị loại            | Đã bị loại            | Đã bị loại            | Đã bị loại            | Đã bị loại            | Đã bị loại            | Đã bị loại            | Đã bị loại            | Đã bị loại            | Đã bị loại            | Đã bị loại            | 64 - 107              |
| Shining Star Entertainment (曜星文化)                        | Ngụy Thần (魏辰)14              | B            | D            | B            | 53       | 50       | 46       | 55       | 52                    | 1,603,885             | 50                    | 22                    | 46                    | Đã bị loại            | Đã bị loại            | Đã bị loại            | Đã bị loại            | Đã bị loại            | Đã bị loại            | 46                    |
| Yizong Cultural (一综星船)                                   | Phù Giai (符佳)13               | A            | F            | F            | 88       | 104      | 72       | 95       | Đã bị loại            | Đã bị loại            | Đã bị loại            | Đã bị loại            | Đã bị loại            | Đã bị loại            | Đã bị loại            | Đã bị loại            | Đã bị loại            | Đã bị loại            | Đã bị loại            | 64 - 107              |
| Gramarie Entertainment (果然娱乐)                            | Phù Nhã Ngưng (符雅凝)          | C            | D            | D            | 37       | 37       | 43       | 47       | 54                    | 1,536,859             | 52                    | 35                    | 53                    | Đã bị loại            | Đã bị loại            | Đã bị loại            | Đã bị loại            | Đã bị loại            | Đã bị loại            | 53                    |
| Gramarie Entertainment (果然娱乐)                            | Cát Hâm Di (葛鑫怡)             | C            | D            | B            | 41       | 21       | 22       | 68       | 26                    | 4,231,092             | 35                    | 54                    | 29                    | 5,920,612             | 33                    | 26                    | 787,975               | Đã bị loại            | Đã bị loại            | 26                    |
| Gramarie Entertainment (果然娱乐)                            | Trương Lạc Phi (张洛菲)         | D            | D            | D            | 71       | 68       | 76       | 54       | Đã bị loại            | Đã bị loại            | Đã bị loại            | Đã bị loại            | Đã bị loại            | Đã bị loại            | Đã bị loại            | Đã bị loại            | Đã bị loại            | Đã bị loại            | Đã bị loại            | 64 - 107              |
| TOV Entertainment (TOV娱乐)                                  | Lâm Phàm (林凡)7                | C            | A            | C            | 11       | 18       | 20       | 4        | 20                    | 5,556,927             | 27                    | 38                    | 25                    | 6,231,617             | 13                    | 21                    | 1,363,241             | Đã bị loại            | Đã bị loại            | 21                    |
| TOV Entertainment (TOV娱乐)                                  | Lục Kha Nhiên (陆柯燃)7         | B            | C            | C            | 7        | 7        | 10       | 29       | 12                    | 11,149,098            | 14                    | 24                    | 13                    | 9,004,793             | 5                     | 14                    | 1,745,701             | 9                     | 3,788,898             | 9                     |
| TOV Entertainment (TOV娱乐)                                  | Trần Nghệ Văn (陈艺文)          | C            | F            | C            | 51       | 67       | 81       | 93       | Đã bị loại            | Đã bị loại            | Đã bị loại            | Đã bị loại            | Đã bị loại            | Đã bị loại            | Đã bị loại            | Đã bị loại            | Đã bị loại            | Đã bị loại            | Đã bị loại            | 64 - 107              |
| TPG Culture (TPG文创)                                        | Trần Phẩm Tuyên (陈品瑄)        | B            | B            | C            | 73       | 66       | 69       | 15       | 53                    | 1,556,732             | 41                    | 60                    | 47                    | Đã bị loại            | Đã bị loại            | Đã bị loại            | Đã bị loại            | Đã bị loại            | Đã bị loại            | 47                    |
| TPG Culture (TPG文创)                                        | Vương Thừa Tuyên (王承渲)       | B            | D            | A            | 94       | 20       | 8        | 44       | 5                     | 16,233,689            | 11                    | 27                    | 12                    | 10,690,331            | 22                    | 13                    | 1,749,147             | 12                    | 3,348,299             | 12                    |
| TPG Culture (TPG文创)                                        | Vương Tâm Minh (王心茗)         | C            | F            | D            | 108      | 54       | 68       | 97       | Đã bị loại            | Đã bị loại            | Đã bị loại            | Đã bị loại            | Đã bị loại            | Đã bị loại            | Đã bị loại            | Đã bị loại            | Đã bị loại            | Đã bị loại            | Đã bị loại            | 64 - 107              |
| TPG Culture (TPG文创)                                        | Trịnh Ngọc Hâm (郑玉歆)         | C            | C            | A            | 99       | 86       | 88       | 39       | Đã bị loại            | Đã bị loại            | Đã bị loại            | Đã bị loại            | Đã bị loại            | Đã bị loại            | Đã bị loại            | Đã bị loại            | Đã bị loại            | Đã bị loại            | Đã bị loại            | 64 - 107              |
| WR/OC                                                        | Nãi Vạn (乃万)17                | C            | A            | C            | 24       | 33       | 19       | 9        | 14                    | 9,128,308             | 10                    | 7                     | 11                    | 11,589,891            | 10                    | 10                    | 2,060,592             | 10                    | 3,585,863             | 10                    |
| Happy Jump Culture (祥跃文化)                                | Lý Hy Ngưng (李熙凝)15          | F            | F            |              |          |          |          | 91       | Rời khỏi chương trình | Rời khỏi chương trình | Rời khỏi chương trình | Rời khỏi chương trình | Rời khỏi chương trình | Rời khỏi chương trình | Rời khỏi chương trình | Rời khỏi chương trình | Rời khỏi chương trình | Rời khỏi chương trình | Rời khỏi chương trình | Rời khỏi chương trình |
| Yuehua Entertainment (乐华娱乐)                              | Trần Hân Uy (陈昕葳)            | C            | C            | F            | 29       | 46       | 44       | 34       | 55                    | 1,528,067             | 46                    | 40                    | 50                    | Đã bị loại            | Đã bị loại            | Đã bị loại            | Đã bị loại            | Đã bị loại            | Đã bị loại            | 50                    |
| Yuehua Entertainment (乐华娱乐)                              | Kim Tử Hàm (金子涵)             | C            | C            | C            | 19       | 29       | 27       | 32       | 21                    | 5,187,321             | 9                     | 10                    | 9                     | 13,810,155            | 9                     | 7                     | 2,671,000             | 11                    | 3,585,858             | 11                    |
| Yuehua Entertainment (乐华娱乐)                              | Tống Chiêu Nghệ (宋昭艺)1       | C            | B            | B            | 47       | 63       | 53       | 10       | 49                    | 1,741,529             | 33                    | 47                    | 39                    | Đã bị loại            | Đã bị loại            | Đã bị loại            | Đã bị loại            | Đã bị loại            | Đã bị loại            | 39                    |
| Yuehua Entertainment (乐华娱乐)                              | Lâm Hy Á (希娅)                 | C            | F            | F            | 68       | 79       | 82       | 73       | Đã bị loại            | Đã bị loại            | Đã bị loại            | Đã bị loại            | Đã bị loại            | Đã bị loại            | Đã bị loại            | Đã bị loại            | Đã bị loại            | Đã bị loại            | Đã bị loại            | 64 - 107              |
| Yuehua Entertainment (乐华娱乐)                              | Ngải Y Y (艾依依)1              | C            | F            | D            | 35       | 59       | 60       | 81       | Đã bị loại            | Đã bị loại            | Đã bị loại            | Đã bị loại            | Đã bị loại            | Đã bị loại            | Đã bị loại            | Đã bị loại            | Đã bị loại            | Đã bị loại            | Đã bị loại            | 64 - 107              |

Chú thích đánh dấu
1. Cựu thí sinh của Sáng Tạo 101
2. Thành viên của Dreamcatcher
3. Thành viên của Nature
4. Thành viên của BlueV (Unit by SNH48)
5. Thành viên của 7SENSES (Unit by SNH48)
6. Thành viên của Color Girls (Unit by SNH48)
7. Thành viên của Fanxy Red
8. Thành viên của Lady Bees
9. Cựu thí sinh trên The Chinese Youth
10. Thành viên của OYT GIRLS
11. Thành viên của Hickey
12. Thực tập sinh của Lady Bees
13. Dưới nhãn hiệu con của Starship Entertainment
14. Dưới nhãn hiệu con của YG Entertainment
15. Cựu thành viên của SHY48
16. Thành viên của AKB48 Team SH
17. Cựu thí sinh trên The Rap of China
18. Cựu thí sinh của Chinese Idol
19. Cựu thí sinh của The Next Top Bang
20. Cựu thí sinh của The Coming One Girls, tham gia với tên Lý Mạc (李茉)
21. Thành viên của Yep Girls
22. Thành viên của MOI Girls
23. Cựu thí sinh trên Girls, Fighting
24. Thành viên của ACEMAX-RED
25. Thực tập sinh cũ của Banana Culture's Trainee 18
26. Cựu thành viên của LEGAL HIGH
27. Cựu thành viên của HelloGirls

### Top 9
| # | Tập 2                        | Tập 4                        | Tập 6                        | Tập 7 (Live Votes)     | Tập 10                    | Tập 12                    | Tập 13 (Live Votes)  | Tập 16                    | Tập 18 (Live Votes)      | Tập 20                    | Tập 23                    |
| - | ---------------------------- | ---------------------------- | ---------------------------- | ---------------------- | ------------------------- | ------------------------- | -------------------- | ------------------------- | ------------------------ | ------------------------- | ------------------------- |
| 1 | Ngu Thư Hân (虞书欣)         | Ngu Thư Hân (虞书欣)         | Ngu Thư Hân (虞书欣)         | Tạ Khả Dần (谢可寅)    | Ngu Thư Hân (虞书欣)      | Ngu Thư Hân (虞书欣)      | Lưu Vũ Hân (刘雨昕)  | Ngu Thư Hân (虞书欣)      | Lưu Vũ Hân (刘雨昕)      | Lưu Vũ Hân (刘雨昕)       | Lưu Vũ Hân (刘雨昕)       |
| 2 | Hứa Giai Kỳ (许佳琪)         | Hứa Giai Kỳ (许佳琪)         | Hứa Giai Kỳ (许佳琪)         | Vương Hân Vũ (王欣宇)  | Hứa Giai Kỳ (许佳琪)      | Triệu Tiểu Đường (赵小棠) | Hứa Giai Kỳ (许佳琪) | Lưu Vũ Hân (刘雨昕)       | Dụ Ngôn (喻言)           | Ngu Thư Hân (虞书欣)      | Ngu Thư Hân (虞书欣)      |
| 3 | Trần Giác (陈珏)             | Trần Giác (陈珏)             | Triệu Tiểu Đường (赵小棠)    | An Kỳ (安崎)           | Triệu Tiểu Đường (赵小棠) | Tạ Khả Dần (谢可寅)       | An Kỳ (安崎)         | Dụ Ngôn (喻言)            | Ngu Thư Hân (虞书欣)     | Dụ Ngôn (喻言)            | Hứa Giai Kỳ (许佳琪)      |
| 4 | Thượng Quan Hỷ Ái (上官喜爱) | An Kỳ (安崎)                 | Trần Giác (陈珏)             | Lâm Phàm (林凡)        | An Kỳ (安崎)              | Dụ Ngôn (喻言)            | Dụ Ngôn (喻言)       | Tạ Khả Dần (谢可寅)       | Hứa Giai Kỳ (许佳琪)     | Hứa Giai Kỳ (许佳琪)      | Dụ Ngôn (喻言)            |
| 5 | Thái Trác Nghi (蔡卓宜)      | Thái Trác Nghi (蔡卓宜)      | An Kỳ (安崎)                 | Hứa Hinh Văn (许馨文)  | Vương Thừa Tuyên (王承渲) | An Kỳ (安崎)              | Ngu Thư Hân (虞书欣) | Triệu Tiểu Đường (赵小棠) | Lục Kha Nhiên (陆柯燃)   | Khổng Tuyết Nhi (孔雪儿)  | Tạ Khả Dần (谢可寅)       |
| 6 | Vương Hân Vũ (王欣宇)        | Thượng Quan Hỷ Ái (上官喜爱) | Thượng Quan Hỷ Ái (上官喜爱) | Lưu Lệnh Tư (刘令姿)   | Trần Giác (陈珏)          | Lưu Vũ Hân (刘雨昕)       | Đới Manh (戴萌)      | An Kỳ (安崎)              | Khổng Tuyết Nhi (孔雪儿) | Triệu Tiểu Đường (赵小棠) | An Kỳ (安崎)              |
| 7 | Lục Kha Nhiên (陆柯燃)       | Lục Kha Nhiên (陆柯燃)       | Thái Trác Nghi (蔡卓宜)      | Dương Vũ Đồng (杨宇彤) | Tạ Khả Dần (谢可寅)       | Hứa Giai Kỳ (许佳琪)      | Nãi Vạn (乃万)       | Hứa Giai Kỳ (许佳琪)      | An Kỳ (安崎)             | Kim Tử Hàm (金子涵)       | Triệu Tiểu Đường (赵小棠) |
| 8 | An Kỳ (安崎)                 | Khổng Tuyết Nhi (孔雪儿)     | Vương Thừa Tuyên (王承渲)    | Dụ Ngôn (喻言)         | Lưu Vũ Hân (刘雨昕)       | Khổng Tuyết Nhi (孔雪儿)  | Thất Tuệ (七穗)      | Khổng Tuyết Nhi (孔雪儿)  | Tạ Khả Dần (谢可寅)      | An Kỳ (安崎)              | Khổng Tuyết Nhi (孔雪儿)  |
| 9 | Đới Manh (戴萌)              | Vương Hân Vũ (王欣宇)        | Khổng Tuyết Nhi (孔雪儿)     | Nãi Vạn (乃万)         | Khổng Tuyết Nhi (孔雪儿)  | Kim Tử Hàm (金子涵)       | Tạ Khả Dần (谢可寅)  | Kim Tử Hàm (金子涵)       | Kim Tử Hàm (金子涵)      | Tạ Khả Dần (谢可寅)       | Lục Kha Nhiên (陆柯燃)    |

### Biểu đồ loại bỏ
Phân loại màu
| Thực tập sinh Thanh Xuân Có Bạn 2 | Thực tập sinh Thanh Xuân Có Bạn 2 | Thực tập sinh Thanh Xuân Có Bạn 2 | Thực tập sinh Thanh Xuân Có Bạn 2 | Thực tập sinh Thanh Xuân Có Bạn 2 |
| --------------------------------- | --------------------------------- | --------------------------------- | --------------------------------- | --------------------------------- |
| Lưu Vũ Hân (刘雨昕)               | Ngu Thư Hân (虞书欣)              | Hứa Giai Kỳ (许佳琪)              | Dụ Ngôn (喻言)                    | Tạ Khả Dần (谢可寅)               |
| An Kỳ (安崎)                      | Triệu Tiểu Đường (赵小棠)         | Khổng Tuyết Nhi (孔雪儿)          | Lục Kha Nhiên (陆柯燃)            | Nãi Vạn (乃万)                    |
| Kim Tử Hàm (金子涵)               | Vương Thừa Tuyên (王承渲)         | Tăng Khả Ny (曾可妮)              | Lưu Lệnh Tư (刘令姿)              | Đới Manh (戴萌)                   |
| Thượng Quan Hỷ Ái (上官喜爱)      | Tôn Nhuế (孙芮)                   | Từ Tử Nhân (徐紫茵)               | Tống Hân Nhiễm (宋昕冉)           | Đới Yến Ny (戴燕妮)               |
| Lâm Phàm (林凡)                   | Mạc Hàn (莫寒)                    | Trương Ngữ Cách (张语格)          | Đoàn Nghệ Tuyền (段艺璇)          | Thái Trác Nghi (蔡卓宜)           |
| Cát Hâm Di (葛鑫怡)               | Trương Sở Hàn (张楚寒)            | Hứa Hinh Văn (许馨文)             | Tả Trác (左卓)                    | Hứa Dương Ngọc Trác (许杨玉琢)    |
| Trần Giác (陈珏)                  | Trương Ngọc (张钰)                | Phó Như Kiều (傅如乔)             | Chu Lâm Vũ (朱林雨)               | Lâm Tiểu Trạch (林小宅)           |
| Từ Chẩn Chẩn (徐轸轸)             | Lý Y Thần (李依宸)                | Phí Thấm Nguyên (费沁源)          | Tống Chiêu Nghệ (宋昭艺)          | Tô Sam Sam (苏杉杉)               |
| Thất Tuệ (七穗)                   | Tần Ngưu Chính Uy (秦牛正威)      | Hạ Nghiên (夏研)                  | Phùng Nhược Hàng (冯若航)         | Vương Thanh (王清)                |
| Ngụy Thần (魏辰)                  | Trần Phẩm Tuyên (陈品瑄)          | Câu Tuyết Oánh (勾雪莹)           | Hồ Hinh Doãn (胡馨尹)             | Trần Hân Uy (陈昕葳)              |
| Mã Thục Quân (马蜀君)             | Vương Hân Vũ (王欣宇)             | Phù Nhã Ngưng (符雅凝)            | Đoàn Tiểu Vy (段小薇)             | Tôn Mỹ Nam (孙美楠)               |
| Hàn Đông (韩东)                   | Cận Dương Dương (靳阳阳)          | Hoàng Hân Uyển (黄欣苑)           | Vương Uyển Thần (王婉辰)          | Trương Mộng Lộ (张梦露)           |
| Văn Triết (文哲)                  | Hoàng Tiểu Vân (黄小芸)           | Hùng Ngọc Thanh (熊钰清)          | Vương Tư Dư (王思予)              | Trình Mạn Hâm (程曼鑫)            |
| Lâm Vy Hy (林韦希)                | Châu Tử Thiến (周梓倩)            | Trâu Tư Dương (邹思扬)            | Thẩm Oánh (沈莹)                  | Ngải Y Y (艾依依)                 |
| Vương Xu Tuệ (王姝慧)             | Âu Nhược Lạp (欧若拉)             | Kim Cát Nhã (金吉雅)              | Vương Tâm Minh (王心茗)           | Hà Mỹ Duyên (何美延)              |
| Tra Y Sâm (查祎琛)                | Phù Giai (符佳)                   | Mặc Dao (墨谣)                    | Châu Lâm Thông (周琳聪)           | Vị Thư Vũ (未书羽)                |
| Trương Lạc Phi (张洛菲)           | Ngụy Kỳ Kỳ (魏奇奇)               | Vương Nhã Lạc (王雅乐)            | Hoàng Nhất Minh (黄一鸣)          | Trần Nghệ Văn (陈艺文)            |
| Hy Á (希娅)                       | Túc Khâm Nhu (粟钦柔)             | Uông Duệ (汪睿)                   | Trịnh Ngọc Hâm (郑玉歆)           | Lưu Á Nam (刘亚楠)                |
| Từ Bách Nghi (徐百仪)             | Vương Dao Dao (王瑶瑶)            | Trác Y Na Mỗ (卓依娜姆)           | Dương Vũ Đồng (杨宇彤)            | Thân Ngọc (申玉)                  |
| Diêu Y Phàm (姚依凡)              | Đường Kha Y (唐珂伊)              | Thân Thanh (申清)                 | Thân Khiết (申洁)                 | Ngải Lâm (艾霖)                   |
| A Y Toa (阿依莎)                  | Mễ Lạp (米拉)                     | Lâm Tuệ Bác (林慧博)              | Đỗ Tử Di (杜紫怡)                 | Quyền Tiếu Nghênh (权笑迎)        |
| Lưu Hải Hàm (刘海涵)              | Trương Thiên Hinh (张天馨)        | Thân Băng (申冰)                  | Lý Hy Ngưng (李熙凝)              |                                   |

## Các tập đánh giá sơ bộ

### Tập 1 (12 tháng 3 năm 2020)
Tập 1 Giai đoạn đánh giá sơ bộ
| Tên bài hát                       | Ca sĩ gốc              | Tên                 | Công ty                                           | Lớp |
| --------------------------------- | ---------------------- | ------------------- | ------------------------------------------------- | --- |
| Mê muội bởi em (为你疯狂)         | Vĩnh Bân Ryan.B (永斌) | Lâm Phàm            | TOV Entertainment                                 | C   |
| Mê muội bởi em (为你疯狂)         | Vĩnh Bân Ryan.B (永斌) | Lục Kha Nhiên       | TOV Entertainment                                 | B   |
| Mê muội bởi em (为你疯狂)         | Vĩnh Bân Ryan.B (永斌) | Trần Nghệ Văn       | TOV Entertainment                                 | C   |
| Mê muội bởi em (为你疯狂)         | Vĩnh Bân Ryan.B (永斌) | Lâm Vy Hy           | Lionheart Entertainment                           | C   |
| Who is your girl                  | 7SENSES                | Đới Manh            | Shanghai Star48 Culture Media Group SNH48_7SENSES | B   |
| Who is your girl                  | 7SENSES                | Hứa Giai Kỳ         | Shanghai Star48 Culture Media Group SNH48_7SENSES | A   |
| Who is your girl                  | 7SENSES                | Hứa Dương Ngọc Trác | Shanghai Star48 Culture Media Group SNH48_7SENSES | C   |
| Who is your girl                  | 7SENSES                | Trương Ngữ Cách     | Shanghai Star48 Culture Media Group SNH48_7SENSES | C   |
| Kỵ sĩ Tường vi (蔷薇骑士)         | Hickey                 | An Kỳ               | Star Master Entertainment                         | A   |
| Kỵ sĩ Tường vi (蔷薇骑士)         | Hickey                 | Mặc Dao             | Star Master Entertainment                         | B   |
| Kỵ sĩ Tường vi (蔷薇骑士)         | Hickey                 | Thượng Quan Hỷ Ái   | Star Master Entertainment                         | A   |
| Kỵ sĩ Tường vi (蔷薇骑士)         | Hickey                 | Văn Triết           | Star Master Entertainment                         | B   |
| Một ngày bình thường (平凡的一天) | Mao Bất Dịch (毛不易)  | Vương Hân Vũ        | Independent Trainees                              | C   |
| Một ngày bình thường (平凡的一天) | Mao Bất Dịch (毛不易)  | Trần Giác           | Independent Trainees                              | B   |

### Tập 2 (14 tháng 3 năm 2020)
Tập 2 Giai đoạn đánh giá sơ bộ
| Tên bài hát                               | Ca sĩ gốc                       | Tên              | Công ty                    | Lớp |
| ----------------------------------------- | ------------------------------- | ---------------- | -------------------------- | --- |
| Bad girl                                  | Bài hát gốc                     | Vương Thừa Tuyên | TPG Culture                | B   |
| Bad girl                                  | Bài hát gốc                     | Trần Phẩm Tuyên  | TPG Culture                | B   |
| Bad girl                                  | Bài hát gốc                     | Trịnh Ngọc Hâm   | TPG Culture                | C   |
| Bad girl                                  | Bài hát gốc                     | Vương Tâm Minh   | TPG Culture                | C   |
| Call me                                   | Bài hát gốc                     | Thân Băng        | Alliance Art Group         | C   |
| Call me                                   | Bài hát gốc                     | Thân Thanh       | Alliance Art Group         | C   |
| Call me                                   | Bài hát gốc                     | Thân Ngọc        | Alliance Art Group         | C   |
| Call me                                   | Bài hát gốc                     | Thân Khiết       | Alliance Art Group         | C   |
| Áo mới của tôi (穿我的新衣)               | VAVA                            | Phù Nhã Ngưng    | Gramarie Entertainment     | C   |
| Áo mới của tôi (穿我的新衣)               | VAVA                            | Trương Lạc Phi   | Gramarie Entertainment     | D   |
| Áo mới của tôi (穿我的新衣)               | VAVA                            | Cát Hâm Di       | Gramarie Entertainment     | C   |
| Áo mới của tôi (穿我的新衣)               | VAVA                            | Triệu Tiểu Đường | Mountain Top Entertainment | C   |
| Áo mới của tôi (穿我的新衣)               | VAVA                            | Khổng Tuyết Nhi  | Mountain Top Entertainment | A   |
| Ca khúc chủ đạo của tình yêu (爱的主打歌) | Tiêu Á Hiên (萧亚轩)            | Vương Thanh      | D·Wang Entertainment       | A   |
| Ca khúc chủ đạo của tình yêu (爱的主打歌) | Tiêu Á Hiên (萧亚轩)            | Trương Ngọc      | D·Wang Entertainment       | B   |
| Ca khúc chủ đạo của tình yêu (爱的主打歌) | Tiêu Á Hiên (萧亚轩)            | Lưu Lệnh Tư      | OACA                       | B   |
| Ca khúc chủ đạo của tình yêu (爱的主打歌) | Tiêu Á Hiên (萧亚轩)            | Tăng Khả Ny      | OACA                       | B   |
| Ca khúc chủ đạo của tình yêu (爱的主打歌) | Tiêu Á Hiên (萧亚轩)            | Âu Nhược Lạp     | OACA                       | B   |
| Ca khúc chủ đạo của tình yêu (爱的主打歌) | Tiêu Á Hiên (萧亚轩)            | Trâu Tư Dương    | OACA                       | B   |
| Ca khúc chủ đạo của tình yêu (爱的主打歌) | Tiêu Á Hiên (萧亚轩)            | Mễ Lạp           | OACA                       | B   |
| Bất ngờ yêu anh (莫名其妙爱上你)          | Chu Chủ Ái (Joyce Chu) (四叶草) | Thái Trác Nghi   | Maninquin Entertainment    | F   |
| Bất ngờ yêu anh (莫名其妙爱上你)          | Chu Chủ Ái (Joyce Chu) (四叶草) | Thất Tuệ         | Second Culture             | F   |

### Tập 3 (ngày 19 tháng 3 năm 2020)
Tập 3 Giai đoạn đánh giá sơ bộ
| Tên bài hát                                | Ca sĩ gốc               | Tên               | Công ty                                   | Lớp |
| ------------------------------------------ | ----------------------- | ----------------- | ----------------------------------------- | --- |
| Đẹp lạ (怪美的)                            | Thái Y Lâm (蔡依林)     | Châu Tử Thiến     | One cool jacso                            | C   |
| Đẹp lạ (怪美的)                            | Thái Y Lâm (蔡依林)     | Diêu Y Phàm       | One cool jacso                            | F   |
| Đẹp lạ (怪美的)                            | Thái Y Lâm (蔡依林)     | Đoàn Tiểu Vy      | Mon Young Pictures                        | A   |
| Đẹp lạ (怪美的)                            | Thái Y Lâm (蔡依林)     | Ngụy Kỳ Kỳ        | Mon Young Pictures                        | B   |
| Yêu anh (爱你)                             | Vương Tâm Lăng (王心凌) | Lưu Á Nam         | Hoa Nghị huynh đệ                         | D   |
| Yêu anh (爱你)                             | Vương Tâm Lăng (王心凌) | Ngu Thư Hân       | Huace Pictures                            | D   |
| Dislike (讨厌)                             | Nhuế Ân (芮恩)          | Dụ Ngôn           | JoinHall Media                            | A   |
| Dislike (讨厌)                             | Nhuế Ân (芮恩)          | Hà Mỹ Diên        | Hedgehog Brothers Entertainment           | B   |
| Yolo                                       | Bài hát gốc             | Đới Yến Ny        | Cool Young Entertainment                  | A   |
| Lấp lánh khiến người khác yêu (闪闪惹人爱) | Tiêu Á Hiên (萧亚轩)    | Hứa Hinh Văn      | Show City Times                           | B   |
| Lấp lánh khiến người khác yêu (闪闪惹人爱) | Tiêu Á Hiên (萧亚轩)    | Mùi Thư Vũ        | Show City Times                           | D   |
| Lấp lánh khiến người khác yêu (闪闪惹人爱) | Tiêu Á Hiên (萧亚轩)    | Hàn Đông          | Show City Times                           | C   |
| Lấp lánh khiến người khác yêu (闪闪惹人爱) | Tiêu Á Hiên (萧亚轩)    | Hoàng Tiểu Vân    | Show City Times                           | D   |
| Lục quang (绿光)                           | Tôn Yến Tư (孙燕姿)     | Chu Lâm Vũ        | Jaywalk Newjoy                            | C   |
| Lục quang (绿光)                           | Tôn Yến Tư (孙燕姿)     | Vương Nhã Lạc     | Jaywalk Newjoy                            | C   |
| Lục quang (绿光)                           | Tôn Yến Tư (孙燕姿)     | Lưu Hải Hàm       | Jaywalk Newjoy                            | D   |
| Lục quang (绿光)                           | Tôn Yến Tư (孙燕姿)     | Đường Kha Y       | Jaywalk Newjoy                            | D   |
| No Joke                                    | La Chí Tường (罗志祥)   | Lưu Vũ Hân        | AMG Asia Music Group                      | A   |
| Hustle                                     | Trần Tử Đồng (陈梓童)   | Ngụy Thần         | Shining Star Entertainment                | B   |
| Hustle                                     | Trần Tử Đồng (陈梓童)   | Vương Tư Dư       | Shining Star Entertainment                | B   |
| Ding dong (叮咚)                           | Từ Hoài Ngọc (徐怀钰)   | Hoàng Hân Uyển    | M+ Entertainment                          | B   |
| Ding dong (叮咚)                           | Từ Hoài Ngọc (徐怀钰)   | Hoàng Nhất Minh   | M+ Entertainment                          | F   |
| Ding dong (叮咚)                           | Từ Hoài Ngọc (徐怀钰)   | Hùng Ngọc Thanh   | M+ Entertainment                          | D   |
| Hành trình lãng quên anh (旅行中忘记)      | Tiêu Á Hiên (袁娅维)    | Hạ Nghiên         | Independent Trainees                      | B   |
| Hành trình lãng quên anh (旅行中忘记)      | Tiêu Á Hiên (袁娅维)    | Câu Tuyết Oánh    | Independent Trainees                      | B   |
| Hành trình lãng quên anh (旅行中忘记)      | Tiêu Á Hiên (袁娅维)    | Tần Ngưu Chính Uy | Mars Digital Entertainment                | D   |
| Hành trình lãng quên anh (旅行中忘记)      | Tiêu Á Hiên (袁娅维)    | Dương Vũ Đồng     | Mars Digital Entertainment                | C   |
| Họa (画)                                   | SNH48                   | Phí Thấm Nguyên   | Shanghai Star48 Culture Media Group SNH48 | D   |
| Họa (画)                                   | SNH48                   | Tôn Nhuế          | Shanghai Star48 Culture Media Group SNH48 | D   |
| Họa (画)                                   | SNH48                   | Tô Sam Sam        | Shanghai Star48 Culture Media Group SNH48 | D   |
| Họa (画)                                   | SNH48                   | Đoàn Nghệ Tuyền   | Shanghai Star48 Culture Media Group SNH48 | D   |
| Họa (画)                                   | SNH48                   | Mạc Hàn           | Shanghai Star48 Culture Media Group SNH48 | D   |
| Họa (画)                                   | SNH48                   | Tống Hân Nhiễm    | Shanghai Star48 Culture Media Group SNH48 | D   |
| Lóe sáng may mắn (闪亮的幸运)              | AKB48 Team SH           | Hồ Hinh Doãn      | Shangyue Culture AKB48 Team SH            | D   |
| Lóe sáng may mắn (闪亮的幸运)              | AKB48 Team SH           | Thẩm Oánh         | Shangyue Culture AKB48 Team SH            | D   |

### Tập 4 (21 tháng 3 năm 2020)
Tập 4 Giai đoạn đánh giá sơ bộ
| Tên bài hát                                                         | Ca sĩ gốc               | Tên             | Công ty              | Lớp |
| ------------------------------------------------------------------- | ----------------------- | --------------- | -------------------- | --- |
| G.I.A                                                               | Bài hát gốc             | Kim Cát Nhã     | Off/Shore Music      | C   |
| Màu sắc của gió (风的颜色)                                          | Bài hát gốc             | Nãi Vạn         | WR/OC                | C   |
| Slam dunk (暴扣)                                                    | Bài hát gốc             | Lý Y Thần       | Independent Trainee  | F   |
| Better                                                              | Bài hát gốc             | Phù Giai        | Yizong Cultural      | A   |
| Proud, Dignified, and Swag shaking (堂堂正正坦坦荡荡风风火火谢可寅) | Bài hát gốc             | Tạ Khả Dần      | JNERA Cultural Media | B   |
| Tất cả là của anh (都是你的)                                        | Ngư Tịnh Nhi (渔静儿)   | Phó Như Kiều    | M.Nation             | B   |
| Tất cả là của anh (都是你的)                                        | Ngư Tịnh Nhi (渔静儿)   | Lâm Tiểu Trạch  | Good@ Media          | F   |
| Secret (是秘密啊)                                                   | Cosmic Girls (宇宙少女) | Kim Tử Hàm      | Yuehua Entertainment | C   |
| Secret (是秘密啊)                                                   | Cosmic Girls (宇宙少女) | Trần Hân Uy     | Yuehua Entertainment | C   |
| Secret (是秘密啊)                                                   | Cosmic Girls (宇宙少女) | Tống Chiêu Nghệ | Yuehua Entertainment | C   |
| Secret (是秘密啊)                                                   | Cosmic Girls (宇宙少女) | Ngải Y Y        | Yuehua Entertainment | C   |
| Secret (是秘密啊)                                                   | Cosmic Girls (宇宙少女) | Lâm Hy Á        | Yuehua Entertainment | C   |
| Secret (是秘密啊)                                                   | Cosmic Girls (宇宙少女) | Trương Sở Hàn   | Independent Trainees | B   |
| Secret (是秘密啊)                                                   | Cosmic Girls (宇宙少女) | Vương Uyển Thần | Independent Trainees | D   |
| Secret (是秘密啊)                                                   | Cosmic Girls (宇宙少女) | Ngải Lâm        | South Fest           | D   |
| Secret (是秘密啊)                                                   | Cosmic Girls (宇宙少女) | Lý Hy Ngưng     | Happy Jump Culture   | F   |
| Secret (是秘密啊)                                                   | Cosmic Girls (宇宙少女) | Trình Mạn Hâm   | Encore Music         | D   |

## Công diễn

### Công diễn 1: Đánh giá vị trí
Phân loại màu
- Người thắng
- Nhóm trưởng
- Trung tâm
- Trưởng nhóm và trung tâm

| Vị trí | Tên bài hát                         | Ca sĩ gốc                              | Số phiếu nhóm | Tên                 | Số phiếu cá nhân | Xếp hạng trong nhóm | Xếp hạng vị trí | Xếp hạng tổng |
| ------ | ----------------------------------- | -------------------------------------- | ------------- | ------------------- | ---------------- | ------------------- | --------------- | ------------- |
| Dance  | Play                                | Thái Y Lâm                             | 638           | An Kỳ               | 264              | 1                   | 1               | 3             |
| Dance  | Play                                | Thái Y Lâm                             | 638           | Cát Hâm Di          | 39               | 5                   | 5               | 11            |
| Dance  | Play                                | Thái Y Lâm                             | 638           | Hoàng Hân Uyển      | 18               | 7                   | 7               | 16            |
| Dance  | Play                                | Thái Y Lâm                             | 638           | Kim Tử Hàm          | 118              | 2                   | 2               | 5             |
| Dance  | Play                                | Thái Y Lâm                             | 638           | Khổng Tuyết Nhi     | 108              | 3                   | 3               | 6             |
| Dance  | Play                                | Thái Y Lâm                             | 638           | Ngụy Thần           | 57               | 4                   | 4               | 8             |
| Dance  | Play                                | Thái Y Lâm                             | 638           | Văn Triết           | 34               | 6                   | 6               | 13            |
| Dance  | Mang chủng (芒种)                   | Âm Khuyết Thi Thính, Triệu Phương Tinh | 593           | Cận Dương Dương     | 43               | 5                   | 37              | 80            |
| Dance  | Mang chủng (芒种)                   | Âm Khuyết Thi Thính, Triệu Phương Tinh | 593           | Lâm Tuệ Bác         | 129              | 2                   | 23              | 53            |
| Dance  | Mang chủng (芒种)                   | Âm Khuyết Thi Thính, Triệu Phương Tinh | 593           | Quyền Tiếu Nghênh   | 69               | 4                   | 33              | 70            |
| Dance  | Mang chủng (芒种)                   | Âm Khuyết Thi Thính, Triệu Phương Tinh | 593           | Tống Hân Nhiễm      | 178              | 1                   | 17              | 41            |
| Dance  | Mang chủng (芒种)                   | Âm Khuyết Thi Thính, Triệu Phương Tinh | 593           | Tô Sam Sam          | 37               | 6                   | 39              | 85            |
| Dance  | Mang chủng (芒种)                   | Âm Khuyết Thi Thính, Triệu Phương Tinh | 593           | Trương Mộng Lộ      | 19               | 7                   | 46              | 104           |
| Dance  | Mang chủng (芒种)                   | Âm Khuyết Thi Thính, Triệu Phương Tinh | 593           | Trương Ngữ Cách     | 118              | 3                   | 26              | 57            |
| Dance  | Vòng tuần hoàn tình yêu (恋爱循环)  | Hanazawa Kana                          | 588           | Trần Hân Uy         | 117              | 2                   | 27              | 58            |
| Dance  | Vòng tuần hoàn tình yêu (恋爱循环)  | Hanazawa Kana                          | 588           | Trần Nghệ Văn       | 22               | 7                   | 44              | 100           |
| Dance  | Vòng tuần hoàn tình yêu (恋爱循环)  | Hanazawa Kana                          | 588           | Đoàn Tiểu Vy        | 79               | 5                   | 30              | 65            |
| Dance  | Vòng tuần hoàn tình yêu (恋爱循环)  | Hanazawa Kana                          | 588           | Đoàn Nghệ Tuyền     | 146              | 1                   | 21              | 49            |
| Dance  | Vòng tuần hoàn tình yêu (恋爱循环)  | Hanazawa Kana                          | 588           | Đường Kha Y         | 25               | 6                   | 42              | 96            |
| Dance  | Vòng tuần hoàn tình yêu (恋爱循环)  | Hanazawa Kana                          | 588           | Triệu Tiểu Đường    | 83               | 4                   | 29              | 64            |
| Dance  | Vòng tuần hoàn tình yêu (恋爱循环)  | Hanazawa Kana                          | 588           | Chu Lâm Vũ          | 116              | 3                   | 28              | 59            |
| Dance  | The Eve (破风)                      | EXO                                    | 610           | Âu Nhược Lạp        | 8                | 7                   | 49              | 109           |
| Dance  | The Eve (破风)                      | EXO                                    | 610           | Phùng Nhược Hàng    | 25               | 6                   | 42              | 96            |
| Dance  | The Eve (破风)                      | EXO                                    | 610           | Lưu Vũ Hân          | 184              | 1                   | 16              | 40            |
| Dance  | The Eve (破风)                      | EXO                                    | 610           | Lục Kha Nhiên       | 119              | 3                   | 25              | 55            |
| Dance  | The Eve (破风)                      | EXO                                    | 610           | Tôn Nhuế            | 56               | 5                   | 36              | 75            |
| Dance  | The Eve (破风)                      | EXO                                    | 610           | Hứa Giai Kỳ         | 157              | 2                   | 19              | 45            |
| Dance  | The Eve (破风)                      | EXO                                    | 610           | Tăng Khả Ny         | 61               | 4                   | 34              | 73            |
| Dance  | Oh Boy                              | Đặng Tử Kỳ                             | 565           | Trần Phẩm Tuyên     | 161              | 1                   | 18              | 43            |
| Dance  | Oh Boy                              | Đặng Tử Kỳ                             | 565           | Thân Băng           | 21               | 5                   | 45              | 101           |
| Dance  | Oh Boy                              | Đặng Tử Kỳ                             | 565           | Thân Khiết          | 145              | 2                   | 22              | 51            |
| Dance  | Oh Boy                              | Đặng Tử Kỳ                             | 565           | Thân Thanh          | 18               | 6                   | 47              | 105           |
| Dance  | Oh Boy                              | Đặng Tử Kỳ                             | 565           | Thân Ngọc           | 17               | 7                   | 48              | 106           |
| Dance  | Oh Boy                              | Đặng Tử Kỳ                             | 565           | Vương Thừa Tuyên    | 77               | 4                   | 31              | 66            |
| Dance  | Oh Boy                              | Đặng Tử Kỳ                             | 565           | Từ Chẩn Chẩn        | 126              | 3                   | 24              | 54            |
| Dance  | Đừng hỏi (别问很可怕)               | J.Sheon                                | 578           | Hàn Đông            | 31               | 7                   | 41              | 91            |
| Dance  | Đừng hỏi (别问很可怕)               | J.Sheon                                | 578           | Mạc Hàn             | 156              | 2                   | 20              | 46            |
| Dance  | Đừng hỏi (别问很可怕)               | J.Sheon                                | 578           | Tống Chiêu Nghệ     | 185              | 1                   | 15              | 39            |
| Dance  | Đừng hỏi (别问很可怕)               | J.Sheon                                | 578           | Lâm Hy Á            | 35               | 6                   | 40              | 87            |
| Dance  | Đừng hỏi (别问很可怕)               | J.Sheon                                | 578           | Ngu Thư Hân         | 70               | 3                   | 32              | 69            |
| Dance  | Đừng hỏi (别问很可怕)               | J.Sheon                                | 578           | Trương Lạc Phi      | 60               | 4                   | 35              | 74            |
| Dance  | Đừng hỏi (别问很可怕)               | J.Sheon                                | 578           | Châu Lâm Thông      | 41               | 5                   | 38              | 81            |
| Dance  | Bad Guy                             | Billie Eilish                          | 625           | Lâm Tiểu Trạch      | 64               | 4                   | 11              | 27            |
| Dance  | Bad Guy                             | Billie Eilish                          | 625           | Lưu Lệnh Tư         | 231              | 1                   | 8               | 21            |
| Dance  | Bad Guy                             | Billie Eilish                          | 625           | Vương Tâm Minh      | 19               | 6                   | 13              | 33            |
| Dance  | Bad Guy                             | Billie Eilish                          | 625           | Hùng Ngọc Thanh     | 34               | 5                   | 12              | 30            |
| Dance  | Bad Guy                             | Billie Eilish                          | 625           | Từ Bách Nghi        | 11               | 7                   | 14              | 34            |
| Dance  | Bad Guy                             | Billie Eilish                          | 625           | Hứa Dương Ngọc Trác | 160              | 2                   | 9               | 23            |
| Dance  | Bad Guy                             | Billie Eilish                          | 625           | Trịnh Ngọc Hâm      | 106              | 3                   | 10              | 26            |
| Vocal  | Hôn (亲亲)                          | Lương Tịnh Như                         | 626           | Phó Như Kiều        | 37               | 4                   | 4               | 12            |
| Vocal  | Hôn (亲亲)                          | Lương Tịnh Như                         | 626           | Câu Tuyết Oánh      | 34               | 5                   | 5               | 13            |
| Vocal  | Hôn (亲亲)                          | Lương Tịnh Như                         | 626           | Mặc Dao             | 27               | 6                   | 6               | 15            |
| Vocal  | Hôn (亲亲)                          | Lương Tịnh Như                         | 626           | Thượng Quan Hỷ Ái   | 43               | 3                   | 3               | 9             |
| Vocal  | Hôn (亲亲)                          | Lương Tịnh Như                         | 626           | Vương Hân Vũ        | 291              | 1                   | 1               | 2             |
| Vocal  | Hôn (亲亲)                          | Lương Tịnh Như                         | 626           | Hạ Nghiên           | 9                | 7                   | 7               | 20            |
| Vocal  | Hôn (亲亲)                          | Lương Tịnh Như                         | 626           | Trương Ngọc         | 185              | 2                   | 2               | 4             |
| Vocal  | Chân thực (真实)                    | A-Mei (Trương Huệ Muội)                | 531           | A Y Sa              | 26               | 5                   | 38              | 94            |
| Vocal  | Chân thực (真实)                    | A-Mei (Trương Huệ Muội)                | 531           | Lâm Vy Hy           | 20               | 7                   | 41              | 102           |
| Vocal  | Chân thực (真实)                    | A-Mei (Trương Huệ Muội)                | 531           | Mã Thục Quân        | 134              | 2                   | 20              | 52            |
| Vocal  | Chân thực (真实)                    | A-Mei (Trương Huệ Muội)                | 531           | Thất Tuệ            | 65               | 3                   | 27              | 72            |
| Vocal  | Chân thực (真实)                    | A-Mei (Trương Huệ Muội)                | 531           | Ngụy Kỳ Kỳ          | 34               | 4                   | 34              | 88            |
| Vocal  | Chân thực (真实)                    | A-Mei (Trương Huệ Muội)                | 531           | Dương Vũ Đồng       | 226              | 1                   | 16              | 37            |
| Vocal  | Chân thực (真实)                    | A-Mei (Trương Huệ Muội)                | 531           | Trác Y Na Mỗ        | 26               | 5                   | 38              | 94            |
| Vocal  | Bí mật của anh (我的秘密)           | Đặng Tử Kỳ                             | 600           | Ngải Lâm            | 11               | 7                   | 42              | 108           |
| Vocal  | Bí mật của anh (我的秘密)           | Đặng Tử Kỳ                             | 600           | Thái Trác Nghi      | 176              | 1                   | 17              | 42            |
| Vocal  | Bí mật của anh (我的秘密)           | Đặng Tử Kỳ                             | 600           | Đới Yến Ny          | 150              | 2                   | 19              | 48            |
| Vocal  | Bí mật của anh (我的秘密)           | Đặng Tử Kỳ                             | 600           | Hoàng Tiểu Vân      | 119              | 3                   | 21              | 55            |
| Vocal  | Bí mật của anh (我的秘密)           | Đặng Tử Kỳ                             | 600           | Lưu Á Nam           | 40               | 5                   | 32              | 83            |
| Vocal  | Bí mật của anh (我的秘密)           | Đặng Tử Kỳ                             | 600           | Vương Tư Dư         | 38               | 6                   | 33              | 84            |
| Vocal  | Bí mật của anh (我的秘密)           | Đặng Tử Kỳ                             | 600           | Từ Tử Nhân          | 66               | 4                   | 26              | 71            |
| Vocal  | Cậu từng là thiếu niên (你曾是少年) | S.H.E                                  | 515           | Ngải Y Y            | 32               | 6                   | 35              | 90            |
| Vocal  | Cậu từng là thiếu niên (你曾是少年) | S.H.E                                  | 515           | Trình Mạn Hâm       | 153              | 1                   | 18              | 47            |
| Vocal  | Cậu từng là thiếu niên (你曾是少年) | S.H.E                                  | 515           | Phí Thấm Nguyên     | 93               | 2                   | 23              | 62            |
| Vocal  | Cậu từng là thiếu niên (你曾是少年) | S.H.E                                  | 515           | Phù Nhã Ngưng       | 74               | 4                   | 25              | 68            |
| Vocal  | Cậu từng là thiếu niên (你曾是少年) | S.H.E                                  | 515           | Hồ Hinh Doãn        | 91               | 3                   | 24              | 63            |
| Vocal  | Cậu từng là thiếu niên (你曾是少年) | S.H.E                                  | 515           | Lưu Hải Hàm         | 28               | 7                   | 36              | 92            |
| Vocal  | Cậu từng là thiếu niên (你曾是少年) | S.H.E                                  | 515           | Túc Khâm Nhu        | 44               | 5                   | 30              | 79            |
| Vocal  | Mặt trời (太阳)                     | Dã Chu Ca Thần                         | 543           | Thẩm Oánh           | 46               | 4                   | 29              | 78            |
| Vocal  | Mặt trời (太阳)                     | Dã Chu Ca Thần                         | 543           | Vương Uyển Thần     | 51               | 3                   | 28              | 76            |
| Vocal  | Mặt trời (太阳)                     | Dã Chu Ca Thần                         | 543           | Hứa Hinh Văn        | 239              | 1                   | 15              | 36            |
| Vocal  | Mặt trời (太阳)                     | Dã Chu Ca Thần                         | 543           | Diêu Y Phàm         | 23               | 7                   | 40              | 98            |
| Vocal  | Mặt trời (太阳)                     | Dã Chu Ca Thần                         | 543           | Tra Y Sâm           | 28               | 6                   | 36              | 92            |
| Vocal  | Mặt trời (太阳)                     | Dã Chu Ca Thần                         | 543           | Trương Thiên Hinh   | 115              | 2                   | 22              | 60            |
| Vocal  | Mặt trời (太阳)                     | Dã Chu Ca Thần                         | 543           | Trâu Tư Dương       | 41               | 5                   | 31              | 81            |
| Vocal  | Dễ cháy, dễ phát nổ (易燃易爆炸)    | Trần Lạp                               | 602           | Trần Giác           | 48               | 4                   | 11              | 28            |
| Vocal  | Dễ cháy, dễ phát nổ (易燃易爆炸)    | Trần Lạp                               | 602           | Đới Manh            | 119              | 3                   | 10              | 25            |
| Vocal  | Dễ cháy, dễ phát nổ (易燃易爆炸)    | Trần Lạp                               | 602           | Vương Thanh         | 24               | 7                   | 14              | 32            |
| Vocal  | Dễ cháy, dễ phát nổ (易燃易爆炸)    | Trần Lạp                               | 602           | Uông Duệ            | 35               | 5                   | 12              | 29            |
| Vocal  | Dễ cháy, dễ phát nổ (易燃易爆炸)    | Trần Lạp                               | 602           | Vương Nhã Lạc       | 33               | 6                   | 13              | 31            |
| Vocal  | Dễ cháy, dễ phát nổ (易燃易爆炸)    | Trần Lạp                               | 602           | Dụ Ngôn             | 220              | 1                   | 8               | 22            |
| Vocal  | Dễ cháy, dễ phát nổ (易燃易爆炸)    | Trần Lạp                               | 602           | Tả Trác             | 123              | 2                   | 9               | 24            |
| Rap    | 24 Billies (24个比利)               | Phan Vỹ Bá                             | 559           | Phù Giai            | 20               | 6                   | 17              | 102           |
| Rap    | 24 Billies (24个比利)               | Phan Vỹ Bá                             | 559           | Hà Mỹ Diên          | 77               | 3                   | 12              | 66            |
| Rap    | 24 Billies (24个比利)               | Phan Vỹ Bá                             | 559           | Kim Cát Nhã         | 51               | 4                   | 13              | 76            |
| Rap    | 24 Billies (24个比利)               | Phan Vỹ Bá                             | 559           | Lâm Phàm            | 260              | 1                   | 7               | 35            |
| Rap    | 24 Billies (24个比利)               | Phan Vỹ Bá                             | 559           | Vương Xu Tuệ        | 36               | 5                   | 14              | 86            |
| Rap    | 24 Billies (24个比利)               | Phan Vỹ Bá                             | 559           | Châu Tử Thiến       | 115              | 2                   | 11              | 60            |
| Rap    | Cô gái mắt một mí (单眼皮女生)      | China Dolls                            | 568           | Đỗ Tử Di            | 18               | 4                   | 4               | 16            |
| Rap    | Cô gái mắt một mí (单眼皮女生)      | China Dolls                            | 568           | Mễ Lạp              | 15               | 6                   | 6               | 19            |
| Rap    | Cô gái mắt một mí (单眼皮女生)      | China Dolls                            | 568           | Tôn Mỹ Nam          | 42               | 3                   | 3               | 10            |
| Rap    | Cô gái mắt một mí (单眼皮女生)      | China Dolls                            | 568           | Vương Dao Dao       | 17               | 5                   | 5               | 18            |
| Rap    | Cô gái mắt một mí (单眼皮女生)      | China Dolls                            | 568           | Tạ Khả Dần          | 401              | 1                   | 1               | 1             |
| Rap    | Cô gái mắt một mí (单眼皮女生)      | China Dolls                            | 568           | Trương Sở Hàn       | 75               | 2                   | 2               | 7             |
| Rap    | Melody                              | Đào Triết                              | 565           | Hoàng Nhất Minh     | 34               | 4                   | 15              | 88            |
| Rap    | Melody                              | Đào Triết                              | 565           | Lý Hy Ngưng         | 23               | 5                   | 16              | 98            |
| Rap    | Melody                              | Đào Triết                              | 565           | Lý Y Thần           | 159              | 2                   | 9               | 44            |
| Rap    | Melody                              | Đào Triết                              | 565           | Nãi Vạn             | 189              | 1                   | 8               | 38            |
| Rap    | Melody                              | Đào Triết                              | 565           | Tần Ngưu Chính Uy   | 146              | 3                   | 10              | 49            |
| Rap    | Melody                              | Đào Triết                              | 565           | Vị Thư Vũ           | 14               | 6                   | 18              | 107           |

#### Xếp hạng đánh giá vị trí (Dance)
| Xếp hạng đánh giá vị trí (Dance) | Xếp hạng đánh giá vị trí (Dance) | Xếp hạng đánh giá vị trí (Dance) |
| -------------------------------- | -------------------------------- | -------------------------------- |
| Tên                              | Hạng                             | Số phiếu                         |
| An Kỳ                            | 1                                | 20264                            |
| Kim Tử Hàm                       | 2                                | 10118                            |
| Khổng Tuyết Nhi                  | 3                                | 10108                            |
| Ngụy Thần                        | 4                                | 10057                            |
| Cát Hâm Di                       | 5                                | 10039                            |
| Văn Triết                        | 6                                | 10034                            |
| Hoàng Hân Uyển                   | 7                                | 10018                            |
| Lưu Lệnh Tư                      | 8                                | 3231                             |
| Hứa Dương Ngọc Trác              | 9                                | 3160                             |
| Trịnh Ngọc Hâm                   | 10                               | 3106                             |
| Lâm Tiểu Trạch                   | 11                               | 3064                             |
| Hùng Ngọc Thanh                  | 12                               | 3034                             |
| Vương Tâm Minh                   | 13                               | 3019                             |
| Từ Bách Nghi                     | 14                               | 3011                             |
| Tống Chiêu Nghệ                  | 15                               | 185                              |
| Lưu Vũ Hân                       | 16                               | 184                              |
| Tống Hân Nhiễm                   | 17                               | 178                              |
| Trần Phẩm Tuyên                  | 18                               | 161                              |
| Hứa Giai Kỳ                      | 19                               | 157                              |
| Mạc Hàn                          | 20                               | 156                              |
| Đoàn Nghệ Tuyền                  | 21                               | 146                              |
| Thân Khiết                       | 22                               | 145                              |
| Lâm Tuệ Bác                      | 23                               | 129                              |
| Từ Chẩn Chẩn                     | 24                               | 126                              |
| Lục Kha Nhiên                    | 25                               | 119                              |
| Trương Ngữ Cách                  | 26                               | 118                              |
| Trần Hân Uy                      | 27                               | 117                              |
| Chu Lâm Vũ                       | 28                               | 116                              |
| Triệu Tiểu Đường                 | 29                               | 83                               |
| Đoàn Tiểu Vy                     | 30                               | 79                               |
| Vương Thừa Tuyên                 | 31                               | 77                               |
| Ngu Thư Hân                      | 32                               | 70                               |
| Quyền Tiểu Nghênh                | 33                               | 69                               |
| Tăng Khả Ny                      | 34                               | 61                               |
| Trương Lạc Phi                   | 35                               | 60                               |
| Tôn Nhuế                         | 36                               | 56                               |
| Cận Dương Dương                  | 37                               | 43                               |
| Châu Lâm Thông                   | 38                               | 41                               |
| Tô Sam Sam                       | 39                               | 37                               |
| Lâm Hy Á                         | 40                               | 35                               |
| Hàn Đông                         | 41                               | 31                               |
| Phùng Nhược Hàng                 | 42                               | 25                               |
| Đường Kha Y                      | 42                               | 25                               |
| Trần Nghệ Văn                    | 44                               | 22                               |
| Thân Băng                        | 45                               | 21                               |
| Trương Mộng Lộ                   | 46                               | 19                               |
| Thân Thanh                       | 47                               | 18                               |
| Thân Ngọc                        | 48                               | 17                               |
| Âu Nhược Lạp                     | 49                               | 8                                |

#### Xếp hạng đánh giá vị trí (Vocal)
| Xếp hạng đánh giá vị trí (Vocal) | Xếp hạng đánh giá vị trí (Vocal) | Xếp hạng đánh giá vị trí (Vocal) |
| -------------------------------- | -------------------------------- | -------------------------------- |
| Tên                              | Hạng                             | Số phiếu                         |
| Vương Hân Vũ                     | 1                                | 20291                            |
| Trương Ngọc                      | 2                                | 10185                            |
| Thượng Quan Hỷ Ái                | 3                                | 10043                            |
| Phó Như Kiều                     | 4                                | 10037                            |
| Câu Tuyết Oánh                   | 5                                | 10034                            |
| Mặc Dao                          | 6                                | 10027                            |
| Hạ Nghiên                        | 7                                | 10009                            |
| Dụ Ngôn                          | 8                                | 3220                             |
| Tả Trác                          | 9                                | 3123                             |
| Đới Manh                         | 10                               | 3119                             |
| Trần Giác                        | 11                               | 3048                             |
| Uông Duệ                         | 12                               | 3035                             |
| Vương Nhã Lạc                    | 13                               | 3033                             |
| Vương Thanh                      | 14                               | 3024                             |
| Hứa Hinh Văn                     | 15                               | 239                              |
| Dương Vũ Đồng                    | 16                               | 226                              |
| Thái Trác Nghi                   | 17                               | 176                              |
| Trình Mạn Hâm                    | 18                               | 153                              |
| Đới Yến Ny                       | 19                               | 150                              |
| Mã Thục Quân                     | 20                               | 134                              |
| Hoàng Tiểu Vân                   | 21                               | 119                              |
| Trương Thiên Hinh                | 22                               | 115                              |
| Phí Thấm Nguyên                  | 23                               | 93                               |
| Hồ Hinh Doãn                     | 24                               | 91                               |
| Phù Nhã Ngưng                    | 25                               | 74                               |
| Từ Tử Nhân                       | 26                               | 66                               |
| Thất Tuệ                         | 27                               | 65                               |
| Vương Uyển Thần                  | 28                               | 51                               |
| Thẩm Oánh                        | 29                               | 46                               |
| Túc Khâm Nhu                     | 30                               | 44                               |
| Trâu Tư Dương                    | 31                               | 41                               |
| Lưu Á Nam                        | 32                               | 40                               |
| Vương Tư Dư                      | 33                               | 38                               |
| Ngụy Kỳ Kỳ                       | 34                               | 34                               |
| Ngải Y Y                         | 35                               | 32                               |
| Lưu Hải Hàm                      | 36                               | 28                               |
| Tra Y Sâm                        | 36                               | 28                               |
| A Y Toa                          | 38                               | 26                               |
| Trác Y Na Mỗ                     | 38                               | 26                               |
| Diêu Y Phàm                      | 40                               | 23                               |
| Lâm Vy Hy                        | 41                               | 20                               |
| Ngải Lâm                         | 42                               | 11                               |

#### Xếp hạng đánh giá vị trí (Rap)
| Xếp hạng Đánh giá Vị trí (Rap) | Xếp hạng Đánh giá Vị trí (Rap) | Xếp hạng Đánh giá Vị trí (Rap) |
| ------------------------------ | ------------------------------ | ------------------------------ |
| Tên                            | Hạng                           | Số phiếu                       |
| Tạ Khả Dần                     | 1                              | 20401                          |
| Trương Sở Hàn                  | 2                              | 10075                          |
| Tôn Mỹ Nam                     | 3                              | 10042                          |
| Đỗ Tử Di                       | 4                              | 10018                          |
| Vương Dao Dao                  | 5                              | 10017                          |
| Mễ Lạp                         | 6                              | 10015                          |
| Lâm Phàm                       | 7                              | 260                            |
| Nãi Vạn                        | 8                              | 189                            |
| Lý Y Thần                      | 9                              | 159                            |
| Tần Ngưu Chính Uy              | 10                             | 146                            |
| Châu Tử Thiến                  | 11                             | 115                            |
| Hà Mỹ Duyên                    | 12                             | 77                             |
| Kim Cát Nhã                    | 13                             | 51                             |
| Vương Xu Tuệ                   | 14                             | 36                             |
| Hoàng Nhất Minh                | 15                             | 34                             |
| Lý Hy Ngưng                    | 16                             | 23                             |
| Phù Giai                       | 17                             | 20                             |
| Vị Thư Vũ                      | 18                             | 14                             |

### Công diễn 2: Đấu nhóm
Phân loại màu
- Người chiến thắng
- Nhóm trưởng
- Trung tâm
- Nhóm trưởng và trung tâm

| Tên bài hát                                              | Ca sĩ gốc                 | Nhóm | Tên                 | Vị trí                | Số phiếu cá nhân | Số phiếu nhóm |                     | Revenge           | Revenge         | Revenge |
| Tên bài hát                                              | Ca sĩ gốc                 | Nhóm | Tên                 | Vị trí                | Số phiếu cá nhân | Số phiếu nhóm | Nhóm                | Tên               | Số phiếu cố vấn |         |
| -------------------------------------------------------- | ------------------------- | ---- | ------------------- | --------------------- | ---------------- | ------------- | ------------------- | ----------------- | --------------- | ------- |
| MAMA - Chinese Version                                   | EXO                       | A    | Kim Tử Hàm          | Hát phụ               | 91               | 334           |                     | A                 | Đoàn Nghệ Tuyền | 4       |
| MAMA - Chinese Version                                   | EXO                       | A    | Lục Kha Nhiên       | Nhảy chính, Hát phụ   | 52               | 334           | Phùng Nhược Hàng    | A                 |                 | 4       |
| MAMA - Chinese Version                                   | EXO                       | A    | Ngụy Thần           | Rap                   | 55               | 334           | Lưu Lệnh Tư         | A                 |                 | 4       |
| MAMA - Chinese Version                                   | EXO                       | A    | Tạ Khả Dần          | Rap                   | 96               | 334           | Thất Tuệ            | A                 |                 | 4       |
| MAMA - Chinese Version                                   | EXO                       | A    | Hứa Hinh Văn        | Hát chính             | 40               | 334           | Hứa Giai Kỳ         | A                 |                 | 4       |
| MAMA - Chinese Version                                   | EXO                       | B    | Đới Manh            | Rap                   | 126              | 317           | B                   | Cát Hâm Di        | 0               |         |
| MAMA - Chinese Version                                   | EXO                       | B    | Mã Thục Quân        | Nhảy chính, Hát phụ   | 27               | 317           | B                   | Lâm Phàm          | 0               |         |
| MAMA - Chinese Version                                   | EXO                       | B    | Hạ Nghiên           | Rap                   | 33               | 317           | B                   | Thượng Quan Hỷ Ái | 0               |         |
| MAMA - Chinese Version                                   | EXO                       | B    | Trương Ngữ Cách     | Hát phụ               | 64               | 317           | B                   | Tôn Nhuế          | 0               |         |
| MAMA - Chinese Version                                   | EXO                       | B    | Tả Trác             | Hát chính             | 67               | 317           | B                   | Chu Lâm Vũ        | 0               |         |
| R&B All Night                                            | KnowKnow, Higher Brothers | A    | Lưu Lệnh Tư         | Hát phụ               | 82               | 453           |                     | A                 | Thái Trác Nghi  | 4       |
| R&B All Night                                            | KnowKnow, Higher Brothers | A    | Vương Thanh         | Hát chính             | 36               | 453           | Kim Tử Hàm          | A                 |                 | 4       |
| R&B All Night                                            | KnowKnow, Higher Brothers | A    | Hứa Giai Kỳ         | Rap                   | 269              | 453           | Lâm Tiểu Trạch      | A                 |                 | 4       |
| R&B All Night                                            | KnowKnow, Higher Brothers | A    | Hứa Dương Ngọc Trác | Hát phụ               | 28               | 453           | Mạc Hàn             | A                 |                 | 4       |
| R&B All Night                                            | KnowKnow, Higher Brothers | A    | Trương Sở Hàn       | Rap                   | 38               | 453           | Dụ Ngôn             | A                 |                 | 4       |
| R&B All Night                                            | KnowKnow, Higher Brothers | B    | Đới Yến Ny          | Hát chính             | 70               | 214           | B                   | Đới Manh          | 0               |         |
| R&B All Night                                            | KnowKnow, Higher Brothers | B    | Cát Hâm Di          | Rap                   | 23               | 214           | B                   | Phí Thấm Nguyên   | 0               |         |
| R&B All Night                                            | KnowKnow, Higher Brothers | B    | Tống Hân Nhiễm      | Hát phụ               | 55               | 214           | B                   | Tô Sam Sam        | 0               |         |
| R&B All Night                                            | KnowKnow, Higher Brothers | B    | Vương Thừa Tuyên    | Rap                   | 45               | 214           | B                   | Hạ Nghiên         | 0               |         |
| R&B All Night                                            | KnowKnow, Higher Brothers | B    | Vương Uyển Thần     | Hát phụ               | 21               | 214           | B                   | Trương Ngữ Cách   | 0               |         |
| Sao tôi lại đẹp thế này (我怎么这么好看)                 | Đại Trương Vỹ             | A    | Trần Phẩm Tuyên     | Nhảy chính, Rap       | 11               | 333           |                     | A                 | Tống Chiêu Nghệ | 3       |
| Sao tôi lại đẹp thế này (我怎么这么好看)                 | Đại Trương Vỹ             | A    | Phùng Nhược Hàng    | Hát chính             | 29               | 333           | Tôn Mỹ Nam          | A                 |                 | 3       |
| Sao tôi lại đẹp thế này (我怎么这么好看)                 | Đại Trương Vỹ             | A    | Khổng Tuyết Nhi     | Rap                   | 85               | 333           | Vương Thanh         | A                 |                 | 3       |
| Sao tôi lại đẹp thế này (我怎么这么好看)                 | Đại Trương Vỹ             | A    | Lâm Tiểu Trạch      | Hát chính             | 23               | 333           | Hứa Dương Ngọc Trác | A                 |                 | 3       |
| Sao tôi lại đẹp thế này (我怎么这么好看)                 | Đại Trương Vỹ             | A    | Ngu Thư Hân         | Hát chính             | 185              | 333           | Tăng Khả Ny         | A                 |                 | 3       |
| Sao tôi lại đẹp thế này (我怎么这么好看)                 | Đại Trương Vỹ             | B    | Trần Hân Uy         | Hát chính             | 30               | 281           | B                   | Hàn Đông          | 1               |         |
| Sao tôi lại đẹp thế này (我怎么这么好看)                 | Đại Trương Vỹ             | B    | Câu Tuyết Oánh      | Hát chính             | 39               | 281           | B                   | Vương Thừa Tuyên  | 1               |         |
| Sao tôi lại đẹp thế này (我怎么这么好看)                 | Đại Trương Vỹ             | B    | Hoàng Hân Uyển      | Nhảy chính, Hát chính | 22               | 281           | B                   | Vương Uyển Thần   | 1               |         |
| Sao tôi lại đẹp thế này (我怎么这么好看)                 | Đại Trương Vỹ             | B    | Nãi Vạn             | Rap                   | 122              | 281           | B                   | Vương Hân Vũ      | 1               |         |
| Sao tôi lại đẹp thế này (我怎么这么好看)                 | Đại Trương Vỹ             | B    | Thượng Quan Hỷ Ái   | Rap                   | 68               | 281           | B                   | Từ Chẩn Chẩn      | 1               |         |
| Có chút ngọt ngào (有点甜)                               | Uông Tô Lang ft. BY2      | A    | An Kỳ               | Nhảy chính, Hát chính | 195              | 339           |                     | A                 | Trần Phẩm Tuyên | 4       |
| Có chút ngọt ngào (有点甜)                               | Uông Tô Lang ft. BY2      | A    | Phù Nhã Ngưng       | Hát chính, Rap        | 37               | 339           | Đoàn Tiểu Vy        | A                 |                 | 4       |
| Có chút ngọt ngào (有点甜)                               | Uông Tô Lang ft. BY2      | A    | Cận Dương Dương     | Hát phụ               | 25               | 339           | Ngụy Thần           | A                 |                 | 4       |
| Có chút ngọt ngào (有点甜)                               | Uông Tô Lang ft. BY2      | A    | Lý Y Thần           | Rap, Hát phụ          | 30               | 339           | Hứa Hinh Văn        | A                 |                 | 4       |
| Có chút ngọt ngào (有点甜)                               | Uông Tô Lang ft. BY2      | A    | Mạc Hàn             | Hát phụ               | 52               | 339           | Trương Sở Hàn       | A                 |                 | 4       |
| Có chút ngọt ngào (有点甜)                               | Uông Tô Lang ft. BY2      | B    | Phí Thấm Nguyên     | Hát chính             | 83               | 254           | B                   | Trần Giác         | 0               |         |
| Có chút ngọt ngào (有点甜)                               | Uông Tô Lang ft. BY2      | B    | Phó Như Kiều        | Hát chính             | 42               | 254           | B                   | Trần Hân Uy       | 0               |         |
| Có chút ngọt ngào (有点甜)                               | Uông Tô Lang ft. BY2      | B    | Lâm Phàm            | Rap, Hát phụ          | 34               | 254           | B                   | Câu Tuyết Oánh    | 0               |         |
| Có chút ngọt ngào (有点甜)                               | Uông Tô Lang ft. BY2      | B    | Tần Ngưu Chính Uy   | Rap, Hát phụ          | 36               | 254           | B                   | Hồ Hinh Doãn      | 0               |         |
| Có chút ngọt ngào (有点甜)                               | Uông Tô Lang ft. BY2      | B    | Chu Lâm Vũ          | Nhảy chính, Hát phụ   | 59               | 254           | B                   | Tống Hân Nhiễm    | 0               |         |
| Thập diện mai phục 2 (十面埋伏2)                         | Ngải Phi, Lý Tư Đan Ni    | A    | Trần Giác           | Nhảy chính, Rap       | 29               | 249           |                     | A                 | An Kỳ           | 4       |
| Thập diện mai phục 2 (十面埋伏2)                         | Ngải Phi, Lý Tư Đan Ni    | A    | Hàn Đông            | Hát chính             | 25               | 249           | Phù Nhã Ngưng       | A                 |                 | 4       |
| Thập diện mai phục 2 (十面埋伏2)                         | Ngải Phi, Lý Tư Đan Ni    | A    | Tôn Nhuế            | Rap                   | 91               | 249           | Khổng Tuyết Nhi     | A                 |                 | 4       |
| Thập diện mai phục 2 (十面埋伏2)                         | Ngải Phi, Lý Tư Đan Ni    | A    | Trương Ngọc         | Rap                   | 28               | 249           | Lý Y Thần           | A                 |                 | 4       |
| Thập diện mai phục 2 (十面埋伏2)                         | Ngải Phi, Lý Tư Đan Ni    | A    | Triệu Tiểu Đường    | Hát phụ               | 76               | 249           | Lưu Vũ Hân          | A                 |                 | 4       |
| Thập diện mai phục 2 (十面埋伏2)                         | Ngải Phi, Lý Tư Đan Ni    | B    | Thái Trác Nghi      | Hát phụ               | 30               | 371           | B                   | Đới Yến Ny        | 0               |         |
| Thập diện mai phục 2 (十面埋伏2)                         | Ngải Phi, Lý Tư Đan Ni    | B    | Tống Chiêu Nghệ     | Rap                   | 27               | 371           | B                   | Hoàng Hân Uyển    | 0               |         |
| Thập diện mai phục 2 (十面埋伏2)                         | Ngải Phi, Lý Tư Đan Ni    | B    | Từ Tử Nhân          | Hát chính             | 40               | 371           | B                   | Mã Thục Quân      | 0               |         |
| Thập diện mai phục 2 (十面埋伏2)                         | Ngải Phi, Lý Tư Đan Ni    | B    | Dụ Ngôn             | Rap                   | 193              | 371           | B                   | Trương Mộng Lộ    | 0               |         |
| Thập diện mai phục 2 (十面埋伏2)                         | Ngải Phi, Lý Tư Đan Ni    | B    | Tăng Khả Ny         | Nhảy chính, Rap       | 81               | 371           | B                   | Tả Trác           | 0               |         |
| Muốn gặp em muốn gặp em muốn gặp em (想見你想見你想見你) | 831                       | A    | Đoàn Tiểu Vy        | Rap                   | 25               | 475           |                     | A                 | Cận Dương Dương | 1       |
| Muốn gặp em muốn gặp em muốn gặp em (想見你想見你想見你) | 831                       | A    | Đoàn Nghệ Tuyền     | Hát chính             | 44               | 475           | Lục Kha Nhiên       | A                 |                 | 1       |
| Muốn gặp em muốn gặp em muốn gặp em (想見你想見你想見你) | 831                       | A    | Lưu Vũ Hân          | Nhảy chính, Rap       | 291              | 475           | Tạ Khả Dần          | A                 |                 | 1       |
| Muốn gặp em muốn gặp em muốn gặp em (想見你想見你想見你) | 831                       | A    | Thất Tuệ            | Hát phụ               | 96               | 475           | Từ Tử Nhân          | A                 |                 | 1       |
| Muốn gặp em muốn gặp em muốn gặp em (想見你想見你想見你) | 831                       | A    | Tôn Mỹ Nam          | Hát phụ               | 19               | 475           | Ngu Thư Hân         | A                 |                 | 1       |
| Muốn gặp em muốn gặp em muốn gặp em (想見你想見你想見你) | 831                       | B    | Hồ Hinh Doãn        | Rap                   | 46               | 157           | B                   | Phó Như Kiều      | 3               |         |
| Muốn gặp em muốn gặp em muốn gặp em (想見你想見你想見你) | 831                       | B    | Tô Sam Sam          | Hát phụ               | 40               | 157           | B                   | Nãi Vạn           | 3               |         |
| Muốn gặp em muốn gặp em muốn gặp em (想見你想見你想見你) | 831                       | B    | Vương Hân Vũ        | Hát chính             | 25               | 157           | B                   | Tần Ngưu Chính Uy | 3               |         |
| Muốn gặp em muốn gặp em muốn gặp em (想見你想見你想見你) | 831                       | B    | Từ Chẩn Chẩn        | Hát phụ               | 25               | 157           | B                   | Trương Ngọc       | 3               |         |
| Muốn gặp em muốn gặp em muốn gặp em (想見你想見你想見你) | 831                       | B    | Trương Mộng Lộ      | Nhảy chính, Hát phụ   | 21               | 157           | B                   | Triệu Tiểu Đường  | 3               |         |

#### Xếp hạng trận đấu nhóm
| Xếp hạng trận đấu nhóm | Xếp hạng trận đấu nhóm | Xếp hạng trận đấu nhóm |
| ---------------------- | ---------------------- | ---------------------- |
| Tên                    | Hạng                   | Số phiếu               |
| Lưu Vũ Hân             | 1                      | 80291                  |
| Thất Tuệ               | 2                      | 80096                  |
| Đoàn Nghệ Tuyền        | 3                      | 80044                  |
| Đoàn Tiểu Vy           | 4                      | 80025                  |
| Tôn Mỹ Nam             | 5                      | 80019                  |
| Hứa Giai Kỳ            | 6                      | 30269                  |
| An Kỳ                  | 7                      | 30195                  |
| Dụ Ngôn                | 8                      | 30193                  |
| Ngu Thư Hân            | 9                      | 30185                  |
| Tạ Khả Dần             | 10                     | 30096                  |
| Kim Tử Hàm             | 11                     | 30091                  |
| Khổng Tuyết Nhi        | 12                     | 30085                  |
| Lưu Lệnh Tư            | 13                     | 30082                  |
| Tăng Khả Ny            | 14                     | 30081                  |
| Ngụy Thần              | 15                     | 30055                  |
| Lục Kha Nhiên          | 16                     | 30052                  |
| Mạc Hàn                | 16                     | 30052                  |
| Hứa Hinh Văn           | 18                     | 30040                  |
| Từ Tử Nhân             | 18                     | 30040                  |
| Trương Sở Hàn          | 20                     | 30038                  |
| Phù Nhã Ngưng          | 21                     | 30037                  |
| Vương Thanh            | 22                     | 30036                  |
| Thái Trác Nghi         | 23                     | 30030                  |
| Lý Y Thần              | 23                     | 30030                  |
| Phùng Nhược Hàng       | 25                     | 30029                  |
| Hứa Dương Ngọc Trác    | 26                     | 30028                  |
| Tống Chiêu Nghệ        | 27                     | 30027                  |
| Cận Dương Dương        | 28                     | 30025                  |
| Lâm Tiểu Trạch         | 29                     | 30023                  |
| Trần Phẩm Tuyên        | 30                     | 30011                  |
| Đới Manh               | 31                     | 126                    |
| Nãi Vạn                | 32                     | 122                    |
| Tôn Nhuế               | 33                     | 91                     |
| Phí Thấm Nguyên        | 34                     | 83                     |
| Triệu Tiểu Đường       | 35                     | 76                     |
| Đới Yến Ny             | 36                     | 70                     |
| Thượng Quan Hỷ Ái      | 37                     | 68                     |
| Tả Trác                | 38                     | 67                     |
| Trương Ngữ Cách        | 39                     | 64                     |
| Chu Lâm Vũ             | 40                     | 59                     |
| Tống Hân Nhiễm         | 41                     | 55                     |
| Hồ Hinh Doãn           | 42                     | 46                     |
| Vương Thừa Tuyên       | 43                     | 45                     |
| Phó Như Kiều           | 44                     | 42                     |
| Tô Sam Sam             | 45                     | 40                     |
| Câu Tuyết Oánh         | 46                     | 39                     |
| Tần Ngưu Chính Uy      | 47                     | 36                     |
| Lâm Phàm               | 48                     | 34                     |
| Hạ Nghiên              | 49                     | 33                     |
| Trần Hân Uy            | 50                     | 30                     |
| Trần Giác              | 51                     | 29                     |
| Trương Ngọc            | 52                     | 28                     |
| Mã Thục Quân           | 53                     | 27                     |
| Hàn Đông               | 54                     | 25                     |
| Vương Hân Vũ           | 54                     | 25                     |
| Từ Chẩn Chẩn           | 54                     | 25                     |
| Cát Hâm Di             | 57                     | 23                     |
| Hoàng Hân Uyển         | 58                     | 22                     |
| Vương Uyển Thần        | 59                     | 21                     |
| Trương Mộng Lộ         | 59                     | 21                     |

### Nhiệm vụ 3: Đánh giá bài hát chủ đề
Phân loại màu
- Người chiến thắng
- Nhóm trưởng
- Trung tâm
- Nhóm trưởng và trung tâm

| Tên bài hát                             | Thể loại  | Phong cách           | Trước loại trừ | Trước loại trừ      | Sau loại trừ          | Sau loại trừ        | Số phiếu cá nhân | Số phiếu nhóm |
| Tên bài hát                             | Thể loại  | Phong cách           | Nhóm           | Tên                 | Tên nhóm              | Tên                 | Số phiếu cá nhân | Số phiếu nhóm |
| --------------------------------------- | --------- | -------------------- | -------------- | ------------------- | --------------------- | ------------------- | ---------------- | ------------- |
| Không đồng hành (不奉陪)                | Synth Pop | Personality Attitude | A              | Phí Thấm Nguyên     | No Time For You       | Cát Hâm Di          | 5                | 103           |
| Không đồng hành (不奉陪)                | Synth Pop | Personality Attitude | A              | Cát Hâm Di          | No Time For You       | Cát Hâm Di          | 5                | 103           |
| Không đồng hành (不奉陪)                | Synth Pop | Personality Attitude | A              | Lưu Lệnh Tư         | No Time For You       | Lưu Lệnh Tư         | 13               | 103           |
| Không đồng hành (不奉陪)                | Synth Pop | Personality Attitude | A              | Mạc Hàn             | No Time For You       | Lưu Lệnh Tư         | 13               | 103           |
| Không đồng hành (不奉陪)                | Synth Pop | Personality Attitude | A              | Hứa Dương Ngọc Trác | No Time For You       | Lục Kha Nhiên       | 32               | 103           |
| Không đồng hành (不奉陪)                | Synth Pop | Personality Attitude | A              | Trương Mộng Lộ      | No Time For You       | Lục Kha Nhiên       | 32               | 103           |
| Không đồng hành (不奉陪)                | Synth Pop | Personality Attitude | A              | Trương Ngữ Cách     | No Time For You       | Nãi Vạn             | 19               | 103           |
| Không đồng hành (不奉陪)                | Synth Pop | Personality Attitude | B              | Đoàn Tiểu Vy        | No Time For You       | Nãi Vạn             | 19               | 103           |
| Không đồng hành (不奉陪)                | Synth Pop | Personality Attitude | B              | Cận Dương Dương     | No Time For You       | Hứa Dương Ngọc Trác | 7                | 103           |
| Không đồng hành (不奉陪)                | Synth Pop | Personality Attitude | B              | Lục Kha Nhiên       | No Time For You       | Hứa Dương Ngọc Trác | 7                | 103           |
| Không đồng hành (不奉陪)                | Synth Pop | Personality Attitude | B              | Mạc Hàn             | No Time For You       | Tăng Khả Ny         | 14               | 103           |
| Không đồng hành (不奉陪)                | Synth Pop | Personality Attitude | B              | Nãi Vạn             | No Time For You       | Tăng Khả Ny         | 14               | 103           |
| Không đồng hành (不奉陪)                | Synth Pop | Personality Attitude | B              | Tăng Khả Ny         | No Time For You       | Trương Ngữ Cách     | 13               | 103           |
| Không đồng hành (不奉陪)                | Synth Pop | Personality Attitude | B              | Trương Ngữ Cách     | No Time For You       | Trương Ngữ Cách     | 13               | 103           |
| Niềm vui không thường nhật (非日常狂欢) | EDM       | Carnival Dynamic     | A              | Phùng Nhược Hàng    | Bunches Honey Ha!     | Kim Tử Hàm          | 21               | 198           |
| Niềm vui không thường nhật (非日常狂欢) | EDM       | Carnival Dynamic     | A              | Kim Tử Hàm          | Bunches Honey Ha!     | Kim Tử Hàm          | 21               | 198           |
| Niềm vui không thường nhật (非日常狂欢) | EDM       | Carnival Dynamic     | A              | Khổng Tuyết Nhi     | Bunches Honey Ha!     | Khổng Tuyết Nhi     | 30               | 198           |
| Niềm vui không thường nhật (非日常狂欢) | EDM       | Carnival Dynamic     | A              | Tống Hân Nhiễm      | Bunches Honey Ha!     | Khổng Tuyết Nhi     | 30               | 198           |
| Niềm vui không thường nhật (非日常狂欢) | EDM       | Carnival Dynamic     | A              | Tạ Khả Dần          | Bunches Honey Ha!     | Tôn Nhuế            | 8                | 198           |
| Niềm vui không thường nhật (非日常狂欢) | EDM       | Carnival Dynamic     | A              | Hứa Giai Kỳ         | Bunches Honey Ha!     | Tôn Nhuế            | 8                | 198           |
| Niềm vui không thường nhật (非日常狂欢) | EDM       | Carnival Dynamic     | A              | Từ Chẩn Chẩn        | Bunches Honey Ha!     | Tạ Khả Dần          | 22               | 198           |
| Niềm vui không thường nhật (非日常狂欢) | EDM       | Carnival Dynamic     | B              | Hoàng Hân Uyển      | Bunches Honey Ha!     | Tạ Khả Dần          | 22               | 198           |
| Niềm vui không thường nhật (非日常狂欢) | EDM       | Carnival Dynamic     | B              | Khổng Tuyết Nhi     | Bunches Honey Ha!     | Hứa Giai Kỳ         | 43               | 198           |
| Niềm vui không thường nhật (非日常狂欢) | EDM       | Carnival Dynamic     | B              | Tôn Mỹ Nam          | Bunches Honey Ha!     | Hứa Giai Kỳ         | 43               | 198           |
| Niềm vui không thường nhật (非日常狂欢) | EDM       | Carnival Dynamic     | B              | Tôn Nhuế            | Bunches Honey Ha!     | Ngu Thư Hân         | 58               | 198           |
| Niềm vui không thường nhật (非日常狂欢) | EDM       | Carnival Dynamic     | B              | Hứa Giai Kỳ         | Bunches Honey Ha!     | Ngu Thư Hân         | 58               | 198           |
| Niềm vui không thường nhật (非日常狂欢) | EDM       | Carnival Dynamic     | B              | Ngu Thư Hân         | Bunches Honey Ha!     | Triệu Tiểu Đường    | 16               | 198           |
| Niềm vui không thường nhật (非日常狂欢) | EDM       | Carnival Dynamic     | B              | Triệu Tiểu Đường    | Bunches Honey Ha!     | Triệu Tiểu Đường    | 16               | 198           |
| Lion                                    | Pop       | Crazy Brave          | A              | An Kỳ               | Purple Lion           | An Kỳ               | 26               | 331           |
| Lion                                    | Pop       | Crazy Brave          | A              | Đới Manh            | Purple Lion           | An Kỳ               | 26               | 331           |
| Lion                                    | Pop       | Crazy Brave          | A              | Lưu Vũ Hân          | Purple Lion           | Trần Giác           | 6                | 331           |
| Lion                                    | Pop       | Crazy Brave          | A              | Mã Thục Quân        | Purple Lion           | Trần Giác           | 6                | 331           |
| Lion                                    | Pop       | Crazy Brave          | A              | Thượng Quan Hỷ Ái   | Purple Lion           | Đới Manh            | 11               | 331           |
| Lion                                    | Pop       | Crazy Brave          | A              | Tống Chiêu Nghệ     | Purple Lion           | Đới Manh            | 11               | 331           |
| Lion                                    | Pop       | Crazy Brave          | A              | Tô Sam Sam          | Purple Lion           | Lưu Vũ Hân          | 183              | 331           |
| Lion                                    | Pop       | Crazy Brave          | B              | Trần Giác           | Purple Lion           | Lưu Vũ Hân          | 183              | 331           |
| Lion                                    | Pop       | Crazy Brave          | B              | Đới Manh            | Purple Lion           | Thượng Quan Hỷ Ái   | 12               | 331           |
| Lion                                    | Pop       | Crazy Brave          | B              | Lâm Phàm            | Purple Lion           | Thượng Quan Hỷ Ái   | 12               | 331           |
| Lion                                    | Pop       | Crazy Brave          | B              | Tô Sam Sam          | Purple Lion           | Vương Thừa Tuyên    | 10               | 331           |
| Lion                                    | Pop       | Crazy Brave          | B              | Vương Thừa Tuyên    | Purple Lion           | Vương Thừa Tuyên    | 10               | 331           |
| Lion                                    | Pop       | Crazy Brave          | B              | Ngụy Thần           | Purple Lion           | Dụ Ngôn             | 83               | 331           |
| Lion                                    | Pop       | Crazy Brave          | B              | Dụ Ngôn             | Purple Lion           | Dụ Ngôn             | 83               | 331           |
| Đảo hoang màu cam nhạt (浅橘色孤岛)     | R&B       | Lazy Delicate        | A              | Đoàn Nghệ Tuyền     | Light Orange Is~ land | Đới Yến Ny          | 9                | 70            |
| Đảo hoang màu cam nhạt (浅橘色孤岛)     | R&B       | Lazy Delicate        | A              | Câu Tuyết Oánh      | Light Orange Is~ land | Đới Yến Ny          | 9                | 70            |
| Đảo hoang màu cam nhạt (浅橘色孤岛)     | R&B       | Lazy Delicate        | A              | Lý Y Thần           | Light Orange Is~ land | Đoàn Nghệ Tuyền     | 9                | 70            |
| Đảo hoang màu cam nhạt (浅橘色孤岛)     | R&B       | Lazy Delicate        | A              | Vương Thanh         | Light Orange Is~ land | Đoàn Nghệ Tuyền     | 9                | 70            |
| Đảo hoang màu cam nhạt (浅橘色孤岛)     | R&B       | Lazy Delicate        | A              | Hạ Nghiên           | Light Orange Is~ land | Tống Hân Nhiễm      | 12               | 70            |
| Đảo hoang màu cam nhạt (浅橘色孤岛)     | R&B       | Lazy Delicate        | A              | Trương Ngọc         | Light Orange Is~ land | Tống Hân Nhiễm      | 12               | 70            |
| Đảo hoang màu cam nhạt (浅橘色孤岛)     | R&B       | Lazy Delicate        | A              | Tả Trác             | Light Orange Is~ land | Hứa Hinh Văn        | 11               | 70            |
| Đảo hoang màu cam nhạt (浅橘色孤岛)     | R&B       | Lazy Delicate        | B              | Đới Yến Ny          | Light Orange Is~ land | Hứa Hinh Văn        | 11               | 70            |
| Đảo hoang màu cam nhạt (浅橘色孤岛)     | R&B       | Lazy Delicate        | B              | Phù Nhã Ngưng       | Light Orange Is~ land | Từ Tử Nhân          | 11               | 70            |
| Đảo hoang màu cam nhạt (浅橘色孤岛)     | R&B       | Lazy Delicate        | B              | Lý Y Thần           | Light Orange Is~ land | Từ Tử Nhân          | 11               | 70            |
| Đảo hoang màu cam nhạt (浅橘色孤岛)     | R&B       | Lazy Delicate        | B              | Vương Thanh         | Light Orange Is~ land | Trương Ngọc         | 12               | 70            |
| Đảo hoang màu cam nhạt (浅橘色孤岛)     | R&B       | Lazy Delicate        | B              | Vương Uyển Thần     | Light Orange Is~ land | Trương Ngọc         | 12               | 70            |
| Đảo hoang màu cam nhạt (浅橘色孤岛)     | R&B       | Lazy Delicate        | B              | Hứa Hinh Văn        | Light Orange Is~ land | Tả Trác             | 6                | 70            |
| Đảo hoang màu cam nhạt (浅橘色孤岛)     | R&B       | Lazy Delicate        | B              | Từ Tử Nhân          | Light Orange Is~ land | Tả Trác             | 6                | 70            |
| Knock Knock (敲敲)                      | Ballad    | Girl Fresh           | A              | Trần Phẩm Tuyên     | Knock Knock 7 Plus 7  | Thái Trác Nghi      | 3                | 48            |
| Knock Knock (敲敲)                      | Ballad    | Girl Fresh           | A              | Thái Trác Nghi      | Knock Knock 7 Plus 7  | Thái Trác Nghi      | 3                | 48            |
| Knock Knock (敲敲)                      | Ballad    | Girl Fresh           | A              | Phó Như Kiều        | Knock Knock 7 Plus 7  | Phó Như Kiều        | 5                | 48            |
| Knock Knock (敲敲)                      | Ballad    | Girl Fresh           | A              | Hàn Đông            | Knock Knock 7 Plus 7  | Phó Như Kiều        | 5                | 48            |
| Knock Knock (敲敲)                      | Ballad    | Girl Fresh           | A              | Lâm Tiểu Trạch      | Knock Knock 7 Plus 7  | Lâm Phàm            | 13               | 48            |
| Knock Knock (敲敲)                      | Ballad    | Girl Fresh           | A              | Thất Tuệ            | Knock Knock 7 Plus 7  | Lâm Phàm            | 13               | 48            |
| Knock Knock (敲敲)                      | Ballad    | Girl Fresh           | A              | Chu Lâm Vũ          | Knock Knock 7 Plus 7  | Lâm Tiểu Trạch      | 6                | 48            |
| Knock Knock (敲敲)                      | Ballad    | Girl Fresh           | B              | Trần Phẩm Tuyên     | Knock Knock 7 Plus 7  | Lâm Tiểu Trạch      | 6                | 48            |
| Knock Knock (敲敲)                      | Ballad    | Girl Fresh           | B              | Trần Hân Uy         | Knock Knock 7 Plus 7  | Mạc Hàn             | 6                | 48            |
| Knock Knock (敲敲)                      | Ballad    | Girl Fresh           | B              | Phó Như Kiều        | Knock Knock 7 Plus 7  | Mạc Hàn             | 6                | 48            |
| Knock Knock (敲敲)                      | Ballad    | Girl Fresh           | B              | Hồ Hinh Doãn        | Knock Knock 7 Plus 7  | Trương Sở Hàn       | 9                | 48            |
| Knock Knock (敲敲)                      | Ballad    | Girl Fresh           | B              | Tần Ngưu Chính Uy   | Knock Knock 7 Plus 7  | Trương Sở Hàn       | 9                | 48            |
| Knock Knock (敲敲)                      | Ballad    | Girl Fresh           | B              | Vương Hân Vũ        | Knock Knock 7 Plus 7  | Chu Lâm Vũ          | 6                | 48            |
| Knock Knock (敲敲)                      | Ballad    | Girl Fresh           | B              | Trương Sở Hàn       | Knock Knock 7 Plus 7  | Chu Lâm Vũ          | 6                | 48            |

#### Xếp hạng đánh giá bài hát chủ đề
| Xếp hạng đánh giá bài hát chủ đề | Xếp hạng đánh giá bài hát chủ đề | Xếp hạng đánh giá bài hát chủ đề |
| Tên                              | Hạng                             | Số phiếu                         |
| -------------------------------- | -------------------------------- | -------------------------------- |
| Lưu Vũ Hân                       | 1                                | 200183                           |
| Dụ Ngôn                          | 2                                | 50083                            |
| An Kỳ                            | 3                                | 50026                            |
| Thượng Quan Hỷ Ái                | 4                                | 50012                            |
| Đới Manh                         | 5                                | 50011                            |
| Vương Thừa Tuyên                 | 6                                | 50010                            |
| Trần Giác                        | 7                                | 50006                            |
| Ngu Thư Hân                      | 8                                | 58                               |
| Hứa Giai Kỳ                      | 9                                | 43                               |
| Lục Kha Nhiên                    | 10                               | 32                               |
| Khổng Tuyết Nhi                  | 11                               | 30                               |
| Tạ Khả Dần                       | 12                               | 22                               |
| Kim Tử Hàm                       | 13                               | 21                               |
| Nãi Vạn                          | 14                               | 19                               |
| Triệu Tiểu Đường                 | 15                               | 16                               |
| Tăng Khả Ny                      | 16                               | 14                               |
| Lâm Phàm                         | 17                               | 13                               |
| Lưu Lệnh Tư                      | 17                               | 13                               |
| Trương Ngữ Cách                  | 17                               | 13                               |
| Tống Hân Nhiễm                   | 20                               | 12                               |
| Trương Ngọc                      | 20                               | 12                               |
| Hứa Hinh Văn                     | 22                               | 11                               |
| Từ Tử Nhân                       | 22                               | 11                               |
| Đới Yến Ny                       | 24                               | 9                                |
| Đoàn Nghệ Tuyền                  | 24                               | 9                                |
| Trương Sở Hàn                    | 24                               | 9                                |
| Tôn Nhuế                         | 27                               | 8                                |
| Hứa Dương Ngọc Trác              | 28                               | 7                                |
| Lâm Tiểu Trạch                   | 29                               | 6                                |
| Mạc Hàn                          | 29                               | 6                                |
| Chu Lâm Vũ                       | 29                               | 6                                |
| Tả Trác                          | 29                               | 6                                |
| Phó Như Kiều                     | 33                               | 5                                |
| Cát Hâm Di                       | 33                               | 5                                |
| Thái Trác Nghi                   | 35                               | 3                                |

### Công diễn 4: Sân khấu kết hợp
Phân loại màu
- Nhóm trưởng
- trung tâm
- Nhóm trưởng và trung tâm

| Tên bài hát                                 | Ca sĩ gốc | Cố vấn                                | Thực tập sinh       |
| ------------------------------------------- | --- | ------------------------------------- | ------------------- |
| Tình nhân (情人)                            | Thái Từ Khôn | Thái Từ Khôn                          | An Kỳ               |
| Tình nhân (情人)                            | Thái Từ Khôn | Thái Từ Khôn                          | Cát Hâm Di          |
| Tình nhân (情人)                            | Thái Từ Khôn | Thái Từ Khôn                          | Lưu Lệnh Tư         |
| Tình nhân (情人)                            | Thái Từ Khôn | Thái Từ Khôn                          | Hứa Giai Kỳ         |
| Tình nhân (情人)                            | Thái Từ Khôn | Thái Từ Khôn                          | Hứa Hinh Văn        |
| Tình nhân (情人)                            | Thái Từ Khôn | Thái Từ Khôn                          | Hứa Dương Ngọc Trác |
| I'm Not Yours                               | Thái Y Lâm, Amuro Namie | Lisa                                  | Kim Tử Hàm          |
| I'm Not Yours                               | Thái Y Lâm, Amuro Namie | Lisa                                  | Khổng Tuyết Nhi     |
| I'm Not Yours                               | Thái Y Lâm, Amuro Namie | Lisa                                  | Lưu Vũ Hân          |
| I'm Not Yours                               | Thái Y Lâm, Amuro Namie | Lisa                                  | Lục Kha Nhiên       |
| I'm Not Yours                               | Thái Y Lâm, Amuro Namie | Lisa                                  | Ngu Thư Hân         |
| I'm Not Yours                               | Thái Y Lâm, Amuro Namie | Lisa                                  | Tăng Khả Ny         |
| Bài ca ngủ ngon + YES! OK! (晚安歌+YES!OK!) | Trần Gia Hoa | Trần Gia Hoa                          | Trần Giác           |
| Bài ca ngủ ngon + YES! OK! (晚安歌+YES!OK!) | Trần Gia Hoa | Trần Gia Hoa                          | Thái Trác Nghi      |
| Bài ca ngủ ngon + YES! OK! (晚安歌+YES!OK!) | Trần Gia Hoa | Trần Gia Hoa                          | Phó Như Kiều        |
| Bài ca ngủ ngon + YES! OK! (晚安歌+YES!OK!) | Trần Gia Hoa | Trần Gia Hoa                          | Tôn Nhuế            |
| Bài ca ngủ ngon + YES! OK! (晚安歌+YES!OK!) | Trần Gia Hoa | Trần Gia Hoa                          | Dụ Ngôn             |
| Bài ca ngủ ngon + YES! OK! (晚安歌+YES!OK!) | Trần Gia Hoa | Trần Gia Hoa                          | Trương Ngọc         |
| Không cần phải đoán (不用去猜)              | Jony J | Jony J                                | Lâm Phàm            |
| Không cần phải đoán (不用去猜)              | Jony J | Jony J                                | Nãi Vạn             |
| Không cần phải đoán (不用去猜)              | Jony J | Jony J                                | Vương Thừa Tuyên    |
| Không cần phải đoán (不用去猜)              | Jony J | Jony J                                | Trương Sở Hàn       |
| Không khuất phục (不服)                     | Uông Tô Lang | Uông Tô Lang                          | Đới Manh            |
| Không khuất phục (不服)                     | Uông Tô Lang | Uông Tô Lang                          | Đoàn Nghệ Tuyền     |
| Không khuất phục (不服)                     | Uông Tô Lang | Uông Tô Lang                          | Mạc Hàn             |
| Không khuất phục (不服)                     | Uông Tô Lang | Uông Tô Lang                          | Tạ Khả Dần          |
| Không khuất phục (不服)                     | Uông Tô Lang | Uông Tô Lang                          | Từ Tử Nhân          |
| Không khuất phục (不服)                     | Uông Tô Lang | Uông Tô Lang                          | Triệu Tiểu Đường    |
| It's OK                                     | Vưu Trường Tịnh, Linh Siêu, Tất Văn Quân, Lý Hy Khản, Jeffrey, Lâm Siêu Trạch, Lâm Ngạn Tuấn, Trịnh Nhuệ Bân, Tiểu Quỷ, Justin | Tiểu Quỷ, Vương Tử Dị, Chu Chính Đình | Đới Yến Ny          |
| It's OK                                     | Vưu Trường Tịnh, Linh Siêu, Tất Văn Quân, Lý Hy Khản, Jeffrey, Lâm Siêu Trạch, Lâm Ngạn Tuấn, Trịnh Nhuệ Bân, Tiểu Quỷ, Justin | Tiểu Quỷ, Vương Tử Dị, Chu Chính Đình | Lâm Tiểu Trạch      |
| It's OK                                     | Vưu Trường Tịnh, Linh Siêu, Tất Văn Quân, Lý Hy Khản, Jeffrey, Lâm Siêu Trạch, Lâm Ngạn Tuấn, Trịnh Nhuệ Bân, Tiểu Quỷ, Justin | Tiểu Quỷ, Vương Tử Dị, Chu Chính Đình | Thượng Quan Hỷ Ái   |
| It's OK                                     | Vưu Trường Tịnh, Linh Siêu, Tất Văn Quân, Lý Hy Khản, Jeffrey, Lâm Siêu Trạch, Lâm Ngạn Tuấn, Trịnh Nhuệ Bân, Tiểu Quỷ, Justin | Tiểu Quỷ, Vương Tử Dị, Chu Chính Đình | Tống Hân Nhiễm      |
| It's OK                                     | Vưu Trường Tịnh, Linh Siêu, Tất Văn Quân, Lý Hy Khản, Jeffrey, Lâm Siêu Trạch, Lâm Ngạn Tuấn, Trịnh Nhuệ Bân, Tiểu Quỷ, Justin | Tiểu Quỷ, Vương Tử Dị, Chu Chính Đình | Trương Ngữ Cách     |
| It's OK                                     | Vưu Trường Tịnh, Linh Siêu, Tất Văn Quân, Lý Hy Khản, Jeffrey, Lâm Siêu Trạch, Lâm Ngạn Tuấn, Trịnh Nhuệ Bân, Tiểu Quỷ, Justin | Tiểu Quỷ, Vương Tử Dị, Chu Chính Đình | Chu Lâm Vũ          |
| It's OK                                     | Vưu Trường Tịnh, Linh Siêu, Tất Văn Quân, Lý Hy Khản, Jeffrey, Lâm Siêu Trạch, Lâm Ngạn Tuấn, Trịnh Nhuệ Bân, Tiểu Quỷ, Justin | Tiểu Quỷ, Vương Tử Dị, Chu Chính Đình | Tả Trác             |

### Công diễn 5: Màn trình diễn cuối cùng
Phân loại màu
- Trung tâm

| Tên bài hát                   | Tên               | Vị trí      |
| ----------------------------- | ----------------- | ----------- |
| Săn bắn (猎)                  | Kim Tử Hàm        | Hát chính   |
| Săn bắn (猎)                  | Lục Kha Nhiên     | Hỗ trợ 1    |
| Săn bắn (猎)                  | Lưu Lệnh Tư       | Hỗ trợ 2    |
| Săn bắn (猎)                  | Từ Tử Nhân        | Hỗ trợ 3    |
| Săn bắn (猎)                  | Tôn Nhuế          | Hỗ trợ 4    |
| Săn bắn (猎)                  | Đới Yến Ny        | Hỗ trợ 5    |
| Săn bắn (猎)                  | Ngu Thư Hân       | Hỗ trợ 6    |
| Săn bắn (猎)                  | An Kỳ             | Hỗ trợ 7    |
| Săn bắn (猎)                  | Hứa Giai Kỳ       | Rapper 1    |
| Săn bắn (猎)                  | Triệu Tiểu Đường  | Rapper 2    |
| Chỉ bấy nhiêu thôi (仅此而已) | Dụ Ngôn           | Hát chính 1 |
| Chỉ bấy nhiêu thôi (仅此而已) | Lưu Vũ Hân        | Hát chính 2 |
| Chỉ bấy nhiêu thôi (仅此而已) | Vương Thừa Tuyên  | Hỗ trợ 1    |
| Chỉ bấy nhiêu thôi (仅此而已) | Thượng Quan Hỷ Ái | Hỗ trợ 2    |
| Chỉ bấy nhiêu thôi (仅此而已) | Tống Hân Nhiễm    | Hỗ trợ 3    |
| Chỉ bấy nhiêu thôi (仅此而已) | Tăng Khả Ny       | Hỗ trợ 4    |
| Chỉ bấy nhiêu thôi (仅此而已) | Đới Manh          | Hỗ trợ 5    |
| Chỉ bấy nhiêu thôi (仅此而已) | Nãi Vạn           | Hỗ trợ 6    |
| Chỉ bấy nhiêu thôi (仅此而已) | Khổng Tuyết Nhi   | Rapper 1    |
| Chỉ bấy nhiêu thôi (仅此而已) | Tạ khả Dần        | Rapper 2    |

## Các ca khúc khác
| Thời gian phát hành      | Tên bài hát | Thành viên hát            | Ghi chú                     |
| ------------------------ | ----------- | ------------------------- | --------------------------- |
| Ngày 18 tháng 3 năm 2020 | Yes, OK!    | Tất cả các thực tập sinh  | Ca khúc chủ đề              |
| Ngày 30 tháng 5 năm 2020 | Promise     | 20 thực tập sinh đứng đầu | Ca khúc chia tay đêm ra mắt |

## Giải thưởng
| Năm  | Lễ trao giải                                  | Giải thưởng                                                | Kết quả   |
| ---- | --------------------------------------------- | ---------------------------------------------------------- | --------- |
| 2020 | Liên hoan phim trực tuyến lần thứ 4           | Chương trình tạp kỹ trực tuyến có ảnh hưởng nhất trong năm | Đoạt giải |
| 2020 | Giải thưởng Sáng tạo của Học viện Châu Á 2020 | Best Branded Programme Of Series                           | Đoạt giải |
| 2020 | IQIYI Scream Night 2021                       | Chương trình tạp kỹ của năm                                | Đoạt giải |
| 2021 | Weibo Night                                   | Chương trình tạp kỹ của năm                                | Đoạt giải |